# Bahnstrecke Leipzig–Dresden
| Ausschnitt der Streckenkarte Sachsen 1902 | |                                                              |                                                              |
| Streckennummer (DB): | 6363; sä. LD |                                                              |                                                              |
| Kursbuchstrecke (DB): | 500 |                                                              |                                                              |
| Kursbuchstrecke: | 137a (Gesamt) 137b (Leipzig Hbf – Borsdorf (Sachs)) 136c (Riesa – Abzw Zeithain Bogendreieck) 136b (Abzw Zeithain Bogendreieck – Dresden-Neustadt) 154 (Priestewitz – Dresden-Neustadt) 137b (Coswig (bei Dresden) – Dresden-Neustadt) jeweils 1934 164 (Gesamt) 176 (Leipzig Hbf – Wurzen) 164e, 170e (Leipzig Hbf – Borsdorf (Sachs)) 163d (Riesa – Dresden-Neustadt) 163a (Riesa – Abzw Zeithain Bogendreieck) 177d (Priestewitz – Dresden-Neustadt) 159f, 164e (Coswig (Bz Dresden) – Dresden-Neustadt) 163 (Abzw Radebeul Nord – Dresden-Neustadt) jeweils 1946 320 (gesamt 1968) 501 (Leipzig – Borsdorf – Wurzen 1974, S-Bahn Leipzig) 502 (Leipzig – Borsdorf – Wurzen 1982, S-Bahn Leipzig) |                                                              |                                                              |
| Streckenlänge: | 116,098 km |                                                              |                                                              |
| Spurweite: | 1435 mm (Normalspur) |                                                              |                                                              |
| Streckenklasse: | D4 |                                                              |                                                              |
| Stromsystem: | 15 kV, 16,7 Hz ~ |                                                              |                                                              |
| Maximale Neigung: | 7 ‰ |                                                              |                                                              |
| Minimaler Radius: | 270 m |                                                              |                                                              |
| Streckengeschwindigkeit: | 200 km/h |                                                              |                                                              |
| Zugbeeinflussung: | PZB, LZB |                                                              |                                                              |
| Zweigleisigkeit: | Leipzig Hbf–Coswig (b Dresden) Abzw Radebeul Nord–Dresden-Neustadt |                                                              |                                                              |
| | |                                                              |                                                              |
| \| \| −0,089 \| Leipzig Hbf \| 123 m \| \| \| \| \| \| \| \| \| nach Bitterfeld, nach Halle (Saale) Hbf, nach Großkorbetha \| \| \| \| \| \| \| \| \| \| nach Geithain \| \| \| \| \| Bundesstraße 2, Bundesstraße 6, Bundesstraße 87 \| \| \| \| ~3,40 \| Leipzig-Connewitz–Leipzig Hbf \| Leipzig-Connewitz–Leipzig Hbf \| \| \| 3,500 \| Leipzig-Sellerhausen \| 125 m \| \| \| \| von Abzw Torgauer Str \| \| \| \| 3,680 \| Abzw Püchauer Straße \| Abzw Püchauer Straße \| \| \| 3,70 \| LZB-Beginn \| LZB-Beginn \| \| \| \| Leipzig Eilenburger Bf–Eilenburg \| \| \| \| 4,000 \| EÜ Wurzener Straße (15 m) \| EÜ Wurzener Straße (15 m) \| \| \| \| Leipzig-Engelsdorf–Leipzig-Wahren \| \| \| \| 4,690 \| Leipzig-Paunsdorf \| 130 m \| \| \| 4,726 \| EÜ Theodor-Heuss-Straße (17,5 m) \| EÜ Theodor-Heuss-Straße (17,5 m) \| \| \| \| von Leipzig-Wahren und von Leipzig-Connewitz \| \| \| \| 6,080 \| Industriegelände Ost \| Industriegelände Ost \| \| \| 6,000 \| Leipzig-Engelsdorf \| Leipzig-Engelsdorf \| \| \| 7,020 \| Leipzig-Engelsdorf Bstg \| 130 m \| \| \| 7,710 \| Engelsdorf Ost \| Engelsdorf Ost \| \| \| 8,590 \| Abzw Althen (Güterzuggleis nach Borsdorf) \| Abzw Althen (Güterzuggleis nach Borsdorf) \| \| \| 9,100 \| Bundesautobahn 14 \| Bundesautobahn 14 \| \| \| \| Bundesstraße 186 \| \| \| \| 10,480 \| Parthe (14 m) \| Parthe (14 m) \| \| \| 11,450 \| Borsdorf (Sachs) \| 127 m \| \| \| \| nach Coswig Abzw B \| \| \| \| 14,000 \| EÜ Steinweg (10 m) \| EÜ Steinweg (10 m) \| \| \| 14,870 \| Gerichshain \| 140 m \| \| \| 16,100 \| Posthausen \| Posthausen \| \| \| 17,700 \| Machern (Sachs) \| 142 m \| \| \| ~18,500 \| Üst Machern \| Üst Machern \| \| \| 19,180 \| Bk Zauche (1996 aufgelassen) \| Bk Zauche (1996 aufgelassen) \| \| \| 21,430 \| Altenbach \| 125 m \| \| \| 23,380 \| Bennewitz früher Wurzen West \| Bennewitz früher Wurzen West \| \| \| 23,870 \| EÜ Bundesstraße 107 (13,8 m) \| EÜ Bundesstraße 107 (13,8 m) \| \| \| 24,660 \| Muldebrücke (338,5 m) \| Muldebrücke (338,5 m) \| \| \| 24,810 \| EÜ Triebgraben (56 m) \| EÜ Triebgraben (56 m) \| \| \| 25,450 \| EÜ Dehnitzer Weg (15 m) \| EÜ Dehnitzer Weg (15 m) \| \| \| 25,700 \| Wurzen \| 124 m \| \| \| \| nach Glauchau (Sachs) \| \| \| \| \| nach Eilenburg \| \| \| \| \| EÜ Bundesstraße 6 (11,24 m) \| \| \| \| 28,650 \| Kornhain Abzw D \| 140 m \| \| \| 32,620 \| Kühren \| 155 m \| \| \| 35,760 \| Dornreichenbach \| 152 m \| \| \| 43,240 \| Dahlen (Sachs) \| 154 m \| \| \| 52,790 \| Oschatz \| 128 m \| \| \| \| Schmalspurbahn nach Mügeln und nach Strehla \| \| \| \| 52,855 \| EÜ Bahnhofsstraße (9 m) \| EÜ Bahnhofsstraße (9 m) \| \| \| 53,238 \| Döllnitzbrücke (Schmalspurbahn Oschatz–Strehla) \| Döllnitzbrücke (Schmalspurbahn Oschatz–Strehla) \| \| \| \| Awanst Schmorkau \| \| \| \| \| Strategische Bahn nach Röderau \| \| \| \| 54,754 \| EÜ Wirtschaftsweg (15 m) \| EÜ Wirtschaftsweg (15 m) \| \| \| 57,870 \| Bornitz (b Oschatz) \| Bornitz (b Oschatz) \| \| \| 59,40 \| LZB-Ende \| LZB-Ende \| \| \| 64,156 \| EÜ Rostocker Straße (14,5 m) \| EÜ Rostocker Straße (14,5 m) \| \| \| 65,00 \| Riesa Rbf \| Riesa Rbf \| \| \| \| von Chemnitz Hbf, nach Nossen \| \| \| \| 65,870 \| Riesa \| 106 m \| \| \| \| drittes Gleis nach Abzw Röderau Bogendreieck \| \| \| \| 66,461 \| Elbebrücke (369 m) \| Elbebrücke (369 m) \| \| \| 67,800 \| Flutbrücke \| Flutbrücke \| \| \| \| drittes Gleis von Riesa \| \| \| \| 68,300 \| Abzw Röderau Bogendreieck \| Abzw Röderau Bogendreieck \| \| \| \| Verbindungsbogen nach Röderau \| \| \| \| 68,505 \| EÜ Zeithainer Straße (12,5 m) \| EÜ Zeithainer Straße (12,5 m) \| \| \| \| von Jüterbog \| \| \| \| 69,550 \| Abzw Zeithain Bogendreieck \| Abzw Zeithain Bogendreieck \| \| \| \| nach Elsterwerda \| \| \| \| \| Bundesstraße 169 \| \| \| \| 72,220 \| Elbe-Elster-Floßkanal (11 m) \| Elbe-Elster-Floßkanal (11 m) \| \| \| 72,260 \| Bk Glaubitz (b Riesa) Hp \| 100 m \| \| \| 74,800 \| Nünchritz seit 2003 \| Nünchritz seit 2003 \| \| \| 75,542 \| EÜ Weißiger Straße (17 m) \| EÜ Weißiger Straße (17 m) \| \| \| 77,410 \| Weißig (b Großenhain) (Personenverkehr bis 2003) \| Weißig (b Großenhain) (Personenverkehr bis 2003) \| \| \| 78,063 \| EÜ Wirtschaftsweg (12,6 m) \| EÜ Wirtschaftsweg (12,6 m) \| \| \| 79,750 \| Abzw Leckwitz \| Abzw Leckwitz \| \| \| \| nach Abzw Kottewitz \| \| \| \| \| von Großenhain Cottb Bf \| \| \| \| 84,700 \| Priestewitz \| 147 ;m \| \| \| 92,940 \| Oberauer Tunnel (513 m; 1933 abgetragen) \| Oberauer Tunnel (513 m; 1933 abgetragen) \| \| \| 95,690 \| Niederau \| 133 m \| \| \| 97,280 \| EÜ Meißener Straße (10,8 m) \| EÜ Meißener Straße (10,8 m) \| \| \| 97,500 \| Weinböhla Hp seit 2002 \| Weinböhla Hp seit 2002 \| \| \| 98,280 \| EÜ Sörnewitzer Straße (13,8 m) \| EÜ Sörnewitzer Straße (13,8 m) \| \| \| 98,595 \| EÜ Köhlerstraße (12 m) \| EÜ Köhlerstraße (12 m) \| \| \| 98,600 \| Abzw Elbgaubad \| Abzw Elbgaubad \| \| \| \| Verbindungsbogen nach Neusörnewitz \| \| \| \| 100,000 \| EÜ Auerstraße (15 m) \| EÜ Auerstraße (15 m) \| \| \| \| von Borsdorf (Sachs) \| \| \| \| 100,260 \| Coswig (b Dresden) Stw 1 \| 113 m \| \| \| 101,475 \| EÜ Dresdner Straße (11 m) \| EÜ Dresdner Straße (11 m) \| \| \| 101,930 \| Coswig (b Dresden) \| 110 m \| \| \| \| nach Dresden-Friedrichstadt \| \| \| \| \| nach Pirna (S-Bahn) \| \| \| \| \| Dresden–Berlin \| \| \| \| 103,840 \| Radebeul-Zitzschewig* \| 110 m \| \| \| \| von Berlin, von Coswig (b Dresden) (S-Bahn) \| \| \| \| 104,240 \| Abzw Radebeul Nord (früher Lößnitz) \| Abzw Radebeul Nord (früher Lößnitz) \| \| \| 104,400 \| EÜ Johannisbergstraße (15 m) \| EÜ Johannisbergstraße (15 m) \| \| \| 105,780 \| Radebeul West* \| 113 m \| \| \| 105,860 \| EÜ Bahnhofsstraße (15 m) \| EÜ Bahnhofsstraße (15 m) \| \| \| 106,446 \| EÜ Hainstraße (10,8 m) \| EÜ Hainstraße (10,8 m) \| \| \| 107,780 \| Radebeul-Weintraube* \| 114 m \| \| \| \| von Coswig (b Dresden) (S-Bahn), Schmalspurbahn von Radeburg \| \| \| \| 109,450 \| Radebeul Ost* \| 113 m \| \| \| 110,440 \| EÜ Forststraße (10,8 m) \| EÜ Forststraße (10,8 m) \| \| \| \| Bundesautobahn 4 \| \| \| \| 111,351 \| EÜ Leipziger Straße (21 m) \| EÜ Leipziger Straße (21 m) \| \| \| 111,541 \| EÜ Am Trachauer Bahnhof (12,75 m) \| EÜ Am Trachauer Bahnhof (12,75 m) \| \| \| 111,570 \| Dresden-Trachau** \| 115 m \| \| \| 111,987 \| EÜ Gaustraße (11,2 m) \| EÜ Gaustraße (11,2 m) \| \| \| 112,312 \| EÜ Alttrachau (14 m) \| EÜ Alttrachau (14 m) \| \| \| 112,795 \| EÜ Rehefelder Straße (25 m) \| EÜ Rehefelder Straße (25 m) \| \| \| 112,910 \| Abzw Dresden-Pieschen \| Abzw Dresden-Pieschen \| \| \| \| nach Abzw Dresden-Neustadt Stw 8/6 \| \| \| \| 113,260 \| Dresden-Pieschen** \| 115 m \| \| \| 113,284 \| EÜ Trachenberger Straße (22,8 m) \| EÜ Trachenberger Straße (22,8 m) \| \| \| 113,920 \| EÜ Großenhainer Straße (65 m) \| EÜ Großenhainer Straße (65 m) \| \| \| 114,442 \| EÜ Bundesstraße 170 (49 m) \| EÜ Bundesstraße 170 (49 m) \| \| \| 114,678 \| EÜ Friedensstraße (24,42 m) \| EÜ Friedensstraße (24,42 m) \| \| \| 114,917 \| EÜ Johann-Meyer-Straße (37,5 m) \| EÜ Johann-Meyer-Straße (37,5 m) \| \| \| 115,087 \| EÜ Fritz-Reuter-Straße (43 m) \| EÜ Fritz-Reuter-Straße (43 m) \| \| \| 115,116 \| EÜ Conradstraße (23,5 m) \| EÜ Conradstraße (23,5 m) \| \| \| \| von Görlitz, von Coswig (b Dresden) (S-Bahn) \| \| \| \| \| EÜ Lößnitzstraße \| \| \| \| \| Verbindungskurve nach Dresden-Neustadt Gbf \| \| \| \| 115,936 \| Dresden-Neustadt \| 118 m \| \| \| \| von Abzw Dresden-Pieschen \| \| \| \| \| \| \| \| \| 116,40065,800 \| km-Wechsel LD/BD-Linie \| km-Wechsel LD/BD-Linie \| \| \| \| \| \| \| \| \| nach Dresden Hbf, nach Děčín hl.n., nach Pirna (S-Bahn) \| \| \| \| \| \| \| \| * Haltepunkt seit 2013 an paralleler Bahnstrecke Pirna–Coswig ** Haltepunkt seit 2016 an paralleler Bahnstrecke Pirna–Coswig \| \| \| \| | |                                                              |                                                              |
| Kopfbahnhof Streckenanfang | −0,089 | Leipzig Hbf                                                  | 123 m                                                        |
| | |                                                              |                                                              |
| Abzweig geradeaus und nach links | | nach Bitterfeld, nach Halle (Saale) Hbf, nach Großkorbetha   | nach Bitterfeld, nach Halle (Saale) Hbf, nach Großkorbetha   |
| | |                                                              |                                                              |
| Abzweig geradeaus und nach rechts | | nach Geithain                                                | nach Geithain                                                |
| Strecke mit Straßenbrücke | | Bundesstraße 2, Bundesstraße 6, Bundesstraße 87              | Bundesstraße 2, Bundesstraße 6, Bundesstraße 87              |
| Kreuzung geradeaus unten (Querstrecke außer Betrieb) | ~3,40 | Leipzig-Connewitz–Leipzig Hbf                                | Leipzig-Connewitz–Leipzig Hbf                                |
| Haltepunkt / Haltestelle | 3,500 | Leipzig-Sellerhausen                                         | 125 m                                                        |
| Abzweig geradeaus und ehemals von links | | von Abzw Torgauer Str                                        | von Abzw Torgauer Str                                        |
| ehemalige Blockstelle | 3,680 | Abzw Püchauer Straße                                         | Abzw Püchauer Straße                                         |
| Kilometer-Wechsel | 3,70 | LZB-Beginn                                                   | LZB-Beginn                                                   |
| Kreuzung geradeaus unten | | Leipzig Eilenburger Bf–Eilenburg                             | Leipzig Eilenburger Bf–Eilenburg                             |
| Brücke | 4,000 | EÜ Wurzener Straße (15 m)                                    | EÜ Wurzener Straße (15 m)                                    |
| Kreuzung geradeaus unten | | Leipzig-Engelsdorf–Leipzig-Wahren                            | Leipzig-Engelsdorf–Leipzig-Wahren                            |
| Haltepunkt / Haltestelle | 4,690 | Leipzig-Paunsdorf                                            | 130 m                                                        |
| Brücke | 4,726 | EÜ Theodor-Heuss-Straße (17,5 m)                             | EÜ Theodor-Heuss-Straße (17,5 m)                             |
| Abzweig geradeaus und von rechts | | von Leipzig-Wahren und von Leipzig-Connewitz                 | von Leipzig-Wahren und von Leipzig-Connewitz                 |
| ehemaliger Haltepunkt / Haltestelle | 6,080 | Industriegelände Ost                                         | Industriegelände Ost                                         |
| Dienststation / Betriebs- oder Güterbahnhof | 6,000 | Leipzig-Engelsdorf                                           | Leipzig-Engelsdorf                                           |
| Haltepunkt / Haltestelle | 7,020 | Leipzig-Engelsdorf Bstg                                      | 130 m                                                        |
| ehemaliger Haltepunkt / Haltestelle | 7,710 | Engelsdorf Ost                                               | Engelsdorf Ost                                               |
| Blockstelle | 8,590 | Abzw Althen (Güterzuggleis nach Borsdorf)                    | Abzw Althen (Güterzuggleis nach Borsdorf)                    |
| Strecke mit Straßenbrücke | 9,100 | Bundesautobahn 14                                            | Bundesautobahn 14                                            |
| Strecke mit Straßenbrücke | | Bundesstraße 186                                             | Bundesstraße 186                                             |
| Brücke über Wasserlauf | 10,480 | Parthe (14 m)                                                | Parthe (14 m)                                                |
| Bahnhof | 11,450 | Borsdorf (Sachs)                                             | 127 m                                                        |
| Abzweig geradeaus und nach rechts | | nach Coswig Abzw B                                           | nach Coswig Abzw B                                           |
| Brücke | 14,000 | EÜ Steinweg (10 m)                                           | EÜ Steinweg (10 m)                                           |
| Haltepunkt / Haltestelle | 14,870 | Gerichshain                                                  | 140 m                                                        |
| ehemaliger Dienststation / Betriebs- oder Güterbahnhof | 16,100 | Posthausen                                                   | Posthausen                                                   |
| Haltepunkt / Haltestelle | 17,700 | Machern (Sachs)                                              | 142 m                                                        |
| Überleitstelle / Spurwechsel | ~18,500 | Üst Machern                                                  | Üst Machern                                                  |
| ehemalige Blockstelle | 19,180 | Bk Zauche (1996 aufgelassen)                                 | Bk Zauche (1996 aufgelassen)                                 |
| Haltepunkt / Haltestelle | 21,430 | Altenbach                                                    | 125 m                                                        |
| Haltepunkt / Haltestelle | 23,380 | Bennewitz früher Wurzen West                                 | Bennewitz früher Wurzen West                                 |
| Brücke | 23,870 | EÜ Bundesstraße 107 (13,8 m)                                 | EÜ Bundesstraße 107 (13,8 m)                                 |
| Brücke über Wasserlauf | 24,660 | Muldebrücke (338,5 m)                                        | Muldebrücke (338,5 m)                                        |
| Brücke über Wasserlauf | 24,810 | EÜ Triebgraben (56 m)                                        | EÜ Triebgraben (56 m)                                        |
| Brücke | 25,450 | EÜ Dehnitzer Weg (15 m)                                      | EÜ Dehnitzer Weg (15 m)                                      |
| Bahnhof | 25,700 | Wurzen                                                       | 124 m                                                        |
| Abzweig geradeaus und nach rechts | | nach Glauchau (Sachs)                                        | nach Glauchau (Sachs)                                        |
| Abzweig geradeaus, ehemals nach links und ehemals von links | | nach Eilenburg                                               | nach Eilenburg                                               |
| Brücke | | EÜ Bundesstraße 6 (11,24 m)                                  | EÜ Bundesstraße 6 (11,24 m)                                  |
| ehemalige Blockstelle | 28,650 | Kornhain Abzw D                                              | 140 m                                                        |
| Haltepunkt / Haltestelle | 32,620 | Kühren                                                       | 155 m                                                        |
| Bahnhof | 35,760 | Dornreichenbach                                              | 152 m                                                        |
| Bahnhof | 43,240 | Dahlen (Sachs)                                               | 154 m                                                        |
| Bahnhof | 52,790 | Oschatz                                                      | 128 m                                                        |
| Abzweig geradeaus und nach rechts | | Schmalspurbahn nach Mügeln und nach Strehla                  | Schmalspurbahn nach Mügeln und nach Strehla                  |
| Brücke | 52,855 | EÜ Bahnhofsstraße (9 m)                                      | EÜ Bahnhofsstraße (9 m)                                      |
| Kreuzung geradeaus oben (Querstrecke außer Betrieb) | 53,238 | Döllnitzbrücke (Schmalspurbahn Oschatz–Strehla)              | Döllnitzbrücke (Schmalspurbahn Oschatz–Strehla)              |
| ehemalige Blockstelle | | Awanst Schmorkau                                             | Awanst Schmorkau                                             |
| Abzweig geradeaus und ehemals nach links | | Strategische Bahn nach Röderau                               | Strategische Bahn nach Röderau                               |
| Brücke | 54,754 | EÜ Wirtschaftsweg (15 m)                                     | EÜ Wirtschaftsweg (15 m)                                     |
| ehemaliger Bahnhof | 57,870 | Bornitz (b Oschatz)                                          | Bornitz (b Oschatz)                                          |
| Kilometer-Wechsel | 59,40 | LZB-Ende                                                     | LZB-Ende                                                     |
| Brücke | 64,156 | EÜ Rostocker Straße (14,5 m)                                 | EÜ Rostocker Straße (14,5 m)                                 |
| Dienststation / Betriebs- oder Güterbahnhof | 65,00 | Riesa Rbf                                                    | Riesa Rbf                                                    |
| Abzweig geradeaus, nach rechts und von rechts | | von Chemnitz Hbf, nach Nossen                                | von Chemnitz Hbf, nach Nossen                                |
| Bahnhof | 65,870 | Riesa                                                        | 106 m                                                        |
| Abzweig geradeaus und nach links | | drittes Gleis nach Abzw Röderau Bogendreieck                 | drittes Gleis nach Abzw Röderau Bogendreieck                 |
| Brücke über Wasserlauf | 66,461 | Elbebrücke (369 m)                                           | Elbebrücke (369 m)                                           |
| Brücke | 67,800 | Flutbrücke                                                   | Flutbrücke                                                   |
| Abzweig geradeaus und von links | | drittes Gleis von Riesa                                      | drittes Gleis von Riesa                                      |
| Blockstelle | 68,300 | Abzw Röderau Bogendreieck                                    | Abzw Röderau Bogendreieck                                    |
| Abzweig geradeaus und nach links | | Verbindungsbogen nach Röderau                                | Verbindungsbogen nach Röderau                                |
| Brücke | 68,505 | EÜ Zeithainer Straße (12,5 m)                                | EÜ Zeithainer Straße (12,5 m)                                |
| Abzweig geradeaus und von links | | von Jüterbog                                                 | von Jüterbog                                                 |
| Blockstelle | 69,550 | Abzw Zeithain Bogendreieck                                   | Abzw Zeithain Bogendreieck                                   |
| Abzweig geradeaus und nach links | | nach Elsterwerda                                             | nach Elsterwerda                                             |
| Strecke mit Straßenbrücke | | Bundesstraße 169                                             | Bundesstraße 169                                             |
| Brücke über Wasserlauf | 72,220 | Elbe-Elster-Floßkanal (11 m)                                 | Elbe-Elster-Floßkanal (11 m)                                 |
| Haltepunkt / Haltestelle | 72,260 | Bk Glaubitz (b Riesa) Hp                                     | 100 m                                                        |
| Haltepunkt / Haltestelle | 74,800 | Nünchritz seit 2003                                          | Nünchritz seit 2003                                          |
| Brücke | 75,542 | EÜ Weißiger Straße (17 m)                                    | EÜ Weißiger Straße (17 m)                                    |
| Dienststation / Betriebs- oder Güterbahnhof | 77,410 | Weißig (b Großenhain) (Personenverkehr bis 2003)             | Weißig (b Großenhain) (Personenverkehr bis 2003)             |
| Brücke | 78,063 | EÜ Wirtschaftsweg (12,6 m)                                   | EÜ Wirtschaftsweg (12,6 m)                                   |
| Blockstelle | 79,750 | Abzw Leckwitz                                                | Abzw Leckwitz                                                |
| Abzweig geradeaus und nach links | | nach Abzw Kottewitz                                          | nach Abzw Kottewitz                                          |
| Abzweig geradeaus und von links | | von Großenhain Cottb Bf                                      | von Großenhain Cottb Bf                                      |
| Bahnhof | 84,700 | Priestewitz                                                  | 147 ;m                                                       |
| ehemaliger Tunnel | 92,940 | Oberauer Tunnel (513 m; 1933 abgetragen)                     | Oberauer Tunnel (513 m; 1933 abgetragen)                     |
| Bahnhof | 95,690 | Niederau                                                     | 133 m                                                        |
| Brücke | 97,280 | EÜ Meißener Straße (10,8 m)                                  | EÜ Meißener Straße (10,8 m)                                  |
| Haltepunkt / Haltestelle | 97,500 | Weinböhla Hp seit 2002                                       | Weinböhla Hp seit 2002                                       |
| Brücke | 98,280 | EÜ Sörnewitzer Straße (13,8 m)                               | EÜ Sörnewitzer Straße (13,8 m)                               |
| Brücke | 98,595 | EÜ Köhlerstraße (12 m)                                       | EÜ Köhlerstraße (12 m)                                       |
| ehemalige Blockstelle | 98,600 | Abzw Elbgaubad                                               | Abzw Elbgaubad                                               |
| Abzweig geradeaus und ehemals nach rechts | | Verbindungsbogen nach Neusörnewitz                           | Verbindungsbogen nach Neusörnewitz                           |
| Brücke | 100,000 | EÜ Auerstraße (15 m)                                         | EÜ Auerstraße (15 m)                                         |
| Abzweig geradeaus und von rechts | | von Borsdorf (Sachs)                                         | von Borsdorf (Sachs)                                         |
| Blockstelle | 100,260 | Coswig (b Dresden) Stw 1                                     | 113 m                                                        |
| Brücke | 101,475 | EÜ Dresdner Straße (11 m)                                    | EÜ Dresdner Straße (11 m)                                    |
| Bahnhof | 101,930 | Coswig (b Dresden)                                           | 110 m                                                        |
| Abzweig geradeaus und nach rechts | | nach Dresden-Friedrichstadt                                  | nach Dresden-Friedrichstadt                                  |
| Abzweig geradeaus und nach links | | nach Pirna (S-Bahn)                                          | nach Pirna (S-Bahn)                                          |
| Kreuzung geradeaus unten | | Dresden–Berlin                                               | Dresden–Berlin                                               |
| ehemaliger Haltepunkt / Haltestelle | 103,840 | Radebeul-Zitzschewig*                                        | 110 m                                                        |
| Abzweig geradeaus und von links | | von Berlin, von Coswig (b Dresden) (S-Bahn)                  | von Berlin, von Coswig (b Dresden) (S-Bahn)                  |
| Blockstelle | 104,240 | Abzw Radebeul Nord (früher Lößnitz)                          | Abzw Radebeul Nord (früher Lößnitz)                          |
| Brücke | 104,400 | EÜ Johannisbergstraße (15 m)                                 | EÜ Johannisbergstraße (15 m)                                 |
| ehemaliger Bahnhof | 105,780 | Radebeul West*                                               | 113 m                                                        |
| Brücke | 105,860 | EÜ Bahnhofsstraße (15 m)                                     | EÜ Bahnhofsstraße (15 m)                                     |
| Brücke | 106,446 | EÜ Hainstraße (10,8 m)                                       | EÜ Hainstraße (10,8 m)                                       |
| ehemaliger Haltepunkt / Haltestelle | 107,780 | Radebeul-Weintraube*                                         | 114 m                                                        |
| Abzweig geradeaus und von links | | von Coswig (b Dresden) (S-Bahn), Schmalspurbahn von Radeburg | von Coswig (b Dresden) (S-Bahn), Schmalspurbahn von Radeburg |
| Dienststation / Betriebs- oder Güterbahnhof | 109,450 | Radebeul Ost*                                                | 113 m                                                        |
| Brücke | 110,440 | EÜ Forststraße (10,8 m)                                      | EÜ Forststraße (10,8 m)                                      |
| Strecke mit Straßenbrücke | | Bundesautobahn 4                                             | Bundesautobahn 4                                             |
| Brücke | 111,351 | EÜ Leipziger Straße (21 m)                                   | EÜ Leipziger Straße (21 m)                                   |
| Brücke | 111,541 | EÜ Am Trachauer Bahnhof (12,75 m)                            | EÜ Am Trachauer Bahnhof (12,75 m)                            |
| ehemaliger Haltepunkt / Haltestelle | 111,570 | Dresden-Trachau**                                            | 115 m                                                        |
| Brücke | 111,987 | EÜ Gaustraße (11,2 m)                                        | EÜ Gaustraße (11,2 m)                                        |
| Brücke | 112,312 | EÜ Alttrachau (14 m)                                         | EÜ Alttrachau (14 m)                                         |
| Brücke | 112,795 | EÜ Rehefelder Straße (25 m)                                  | EÜ Rehefelder Straße (25 m)                                  |
| Blockstelle | 112,910 | Abzw Dresden-Pieschen                                        | Abzw Dresden-Pieschen                                        |
| Abzweig geradeaus und nach rechts | | nach Abzw Dresden-Neustadt Stw 8/6                           | nach Abzw Dresden-Neustadt Stw 8/6                           |
| ehemaliger Haltepunkt / Haltestelle | 113,260 | Dresden-Pieschen**                                           | 115 m                                                        |
| Brücke | 113,284 | EÜ Trachenberger Straße (22,8 m)                             | EÜ Trachenberger Straße (22,8 m)                             |
| Brücke | 113,920 | EÜ Großenhainer Straße (65 m)                                | EÜ Großenhainer Straße (65 m)                                |
| Brücke | 114,442 | EÜ Bundesstraße 170 (49 m)                                   | EÜ Bundesstraße 170 (49 m)                                   |
| Brücke | 114,678 | EÜ Friedensstraße (24,42 m)                                  | EÜ Friedensstraße (24,42 m)                                  |
| Brücke | 114,917 | EÜ Johann-Meyer-Straße (37,5 m)                              | EÜ Johann-Meyer-Straße (37,5 m)                              |
| Brücke | 115,087 | EÜ Fritz-Reuter-Straße (43 m)                                | EÜ Fritz-Reuter-Straße (43 m)                                |
| Brücke | 115,116 | EÜ Conradstraße (23,5 m)                                     | EÜ Conradstraße (23,5 m)                                     |
| Abzweig geradeaus und von links | | von Görlitz, von Coswig (b Dresden) (S-Bahn)                 | von Görlitz, von Coswig (b Dresden) (S-Bahn)                 |
| Brücke | | EÜ Lößnitzstraße                                             | EÜ Lößnitzstraße                                             |
| Abzweig geradeaus und ehemals nach rechts | | Verbindungskurve nach Dresden-Neustadt Gbf                   | Verbindungskurve nach Dresden-Neustadt Gbf                   |
| Bahnhof | 115,936 | Dresden-Neustadt                                             | 118 m                                                        |
| Abzweig geradeaus und von rechts | | von Abzw Dresden-Pieschen                                    | von Abzw Dresden-Pieschen                                    |
| | |                                                              |                                                              |
| Kilometer-Wechsel | 116,40065,800 | km-Wechsel LD/BD-Linie                                       | km-Wechsel LD/BD-Linie                                       |
| | |                                                              |                                                              |
| Strecke | | nach Dresden Hbf, nach Děčín hl.n., nach Pirna (S-Bahn)      | nach Dresden Hbf, nach Děčín hl.n., nach Pirna (S-Bahn)      |
| | |                                                              |                                                              |
| * Haltepunkt seit 2013 an paralleler Bahnstrecke Pirna–Coswig ** Haltepunkt seit 2016 an paralleler Bahnstrecke Pirna–Coswig | |                                                              |                                                              |

Die Bahnstrecke Leipzig–Dresden ist eine zweigleisige elektrifizierte Hauptbahn in Sachsen. Die von Leipzig über Wurzen, Oschatz und Riesa nach Dresden führende Trasse wurde 1839 von der Leipzig-Dresdner Eisenbahn-Compagnie als erste deutsche Ferneisenbahn erbaut und gehört damit zu den ältesten Bahnstrecken in der Geschichte der Eisenbahn in Deutschland.
Die Strecke wird als Verkehrsprojekt Deutsche Einheit Nr. 9 seit 1993 ausgebaut. Nach Angaben des Bundes wurden bis Ende 2019 von geschätzten Gesamtkosten von 1,56 Milliarden Euro 1,317 Milliarden Euro investiert (dynamisierte Planungs-, Grunderwerbs- und Baukosten). Damit stünden noch Investitionen in Höhe von 243 Millionen Euro aus. Die Fertigstellung des Ausbauprojekts ist für das Jahr 2030 vorgesehen.

## Geschichte

### Vorgeschichte

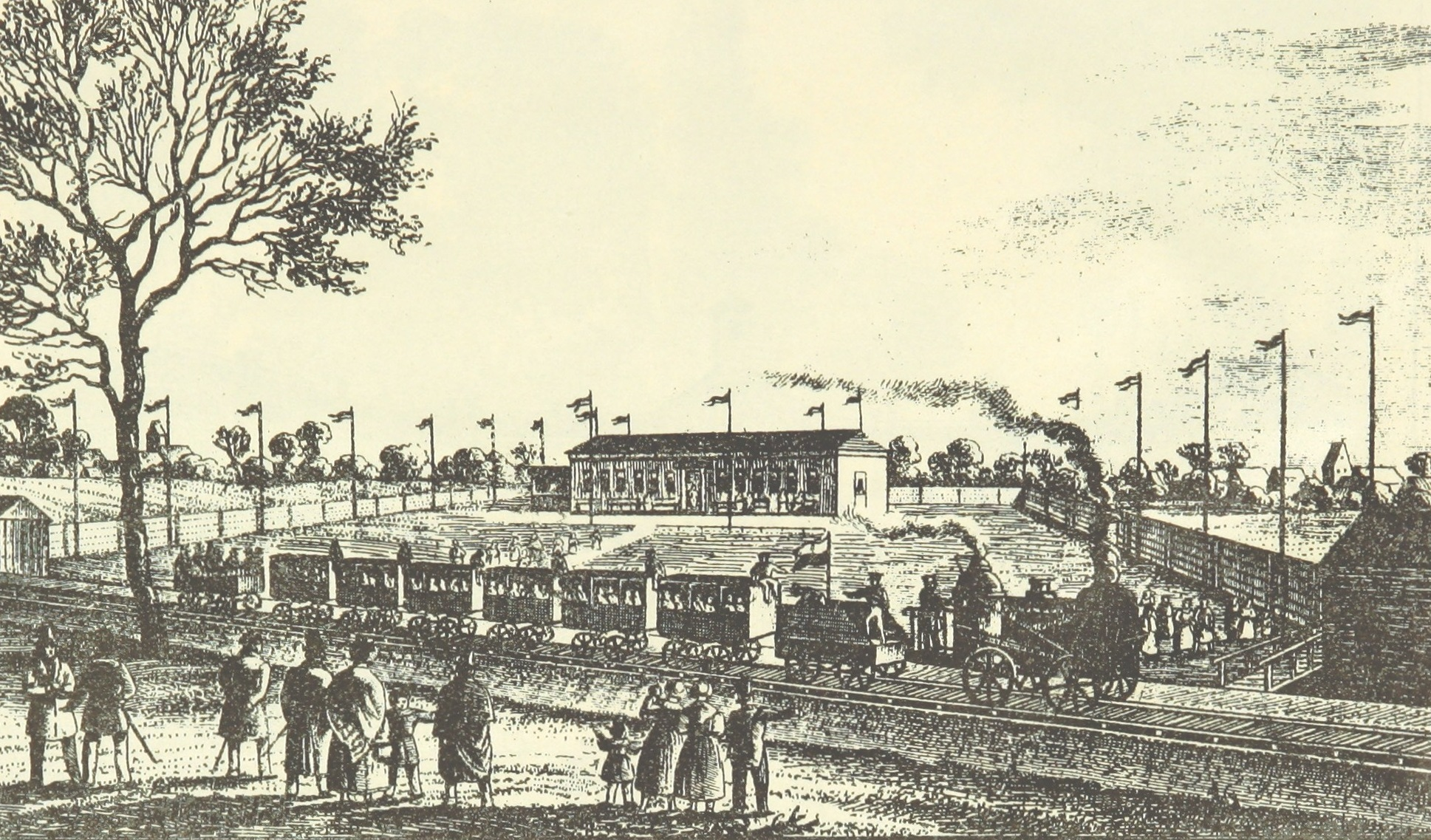
Erste Dampfwagenfahrt auf der Leipzig-Dresdner Eisenbahn den 24. April 1837

Die Idee einer Eisenbahn, die Leipzig mit Strehla verbinden sollte, wurde schon vor 1830 von dem Leipziger Kramermeister Carl Gottlieb Tenner geäußert. Nachdem im Jahr 1833 der Nationalökonom Friedrich List (1789–1846) in Leipzig seine Pläne für ein deutsches Eisenbahn-System veröffentlichte, in dem Leipzig die Rolle des zentralen Knotenpunktes zugedacht war, bekam Tenners Idee neuen Auftrieb. Noch im gleichen Jahr wurde ein Eisenbahn-Comité gegründet, das am 20. November 1833 eine Petition zum Bau einer Eisenbahn von Leipzig nach Dresden an den ersten Sächsischen Landtag in Dresden richtete.
Nachdem am 6. Mai 1835 der Eisenbahnbau per Regierungsdekret genehmigt worden war, wurde am 22. Mai die Leipzig-Dresdner Eisenbahn-Compagnie durch zwölf Leipziger Bürger als private Aktiengesellschaft gegründet. Die Aktien der Gesellschaft zum Stückpreis von 100 Talern waren innerhalb von anderthalb Tagen vollständig gezeichnet, sodass ein Kapital von 1,5 Millionen Talern zur Verfügung stand.
Im Oktober 1835 prüften die englischen Ingenieure Sir James Walker und Hawkshaw die projektierten Strecken und gaben der nördlichen Trasse über Strehla (veranschlagte Kosten: 1 808 500 Thaler) den Vorzug gegenüber der über Meißen (1 956 000 Thaler).

### Bau

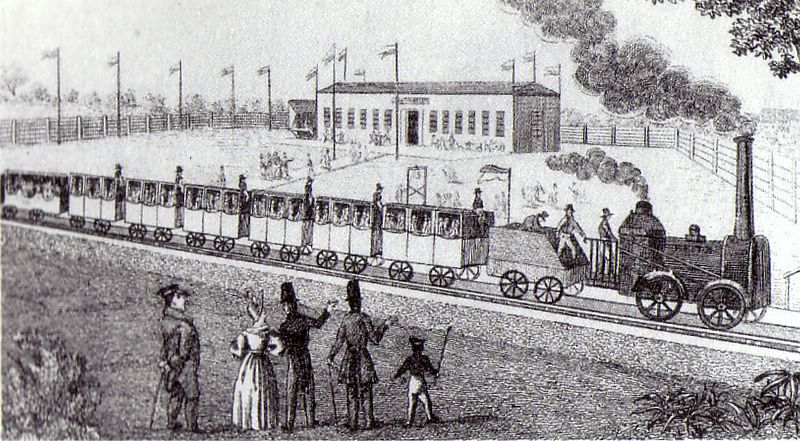
Provisorisches Stations-Restaurant bei Althen mit abfahrendem „Dampfwagen“, um 1837

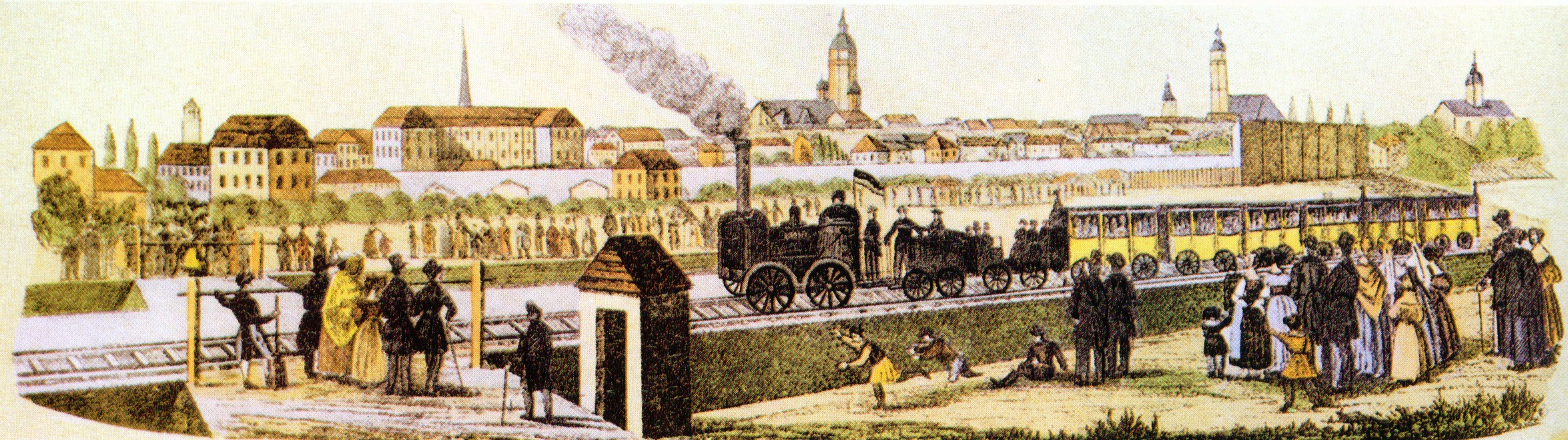
Eröffnung der Strecke der Leipzig-Dresdner Bahn

Am 16. November 1835 begann der Landerwerb für den Abschnitt zwischen Leipzig und der Brücke über die Mulde nördlich von Wurzen. Am 1. März 1836 fand der erste Spatenstich bei Machern statt. Die Realisierung der Strecke durch die Macherner Höhen, der sogenannte Macherner Durchstich galt als besondere ingenieurstechnische Leistung. Dieser musste durchgeführt werden, weil die Lokomotiven eine solche Steigung nicht befahren konnten. Dass die Bahnlinie Machern einbezog, hing maßgeblich mit Macherns Schlossherrn Gottfried Schnetger zusammen. 
Die Bauleitung für das gesamte Projekt lag in den Händen des sächsischen Oberwasserbaudirektors Kunz (1791–1863). Dann lehnte aber der Rat der Stadt Strehla den Bau der Bahnstrecke ab. So wurde die Strecke im sieben Kilometer südlicheren Riesa über die Elbe geführt. 1837 musste das Kapital zunächst auf 4,5 Millionen, später dann auf 6,5 Millionen Taler erhöht werden. Am 7. April 1839 fuhr der erste Zug über die Elbbrücke.
Die Strecke wurde abschnittweise in Betrieb genommen:
- 1837, 24. April, Leipzig–Althen (10,60 km)
- 1837, 12. November, Althen–Borsdorf–Gerichshain (4,32 km)
- 1838, 11. Mai, Gerichshain–Machern (2,93 km)
- 1838, 19. Juni, Weintraube–Dresden (8,18 km)
- 1838, 31. Juli, Machern–Wurzen (8,00 km)
- 1838, 16. September, Wurzen–Dahlen (17,53 km)
- 1838, 16. September, Oberau–Coswig–Weintraube (13,44 km)
- 1838, 3. November, Dahlen–Oschatz (9,56 km)
- 1838, 21. November, Oschatz–Riesa (13,07 km)
- 1839, 7. April, Riesa–Oberau (28,45 km)

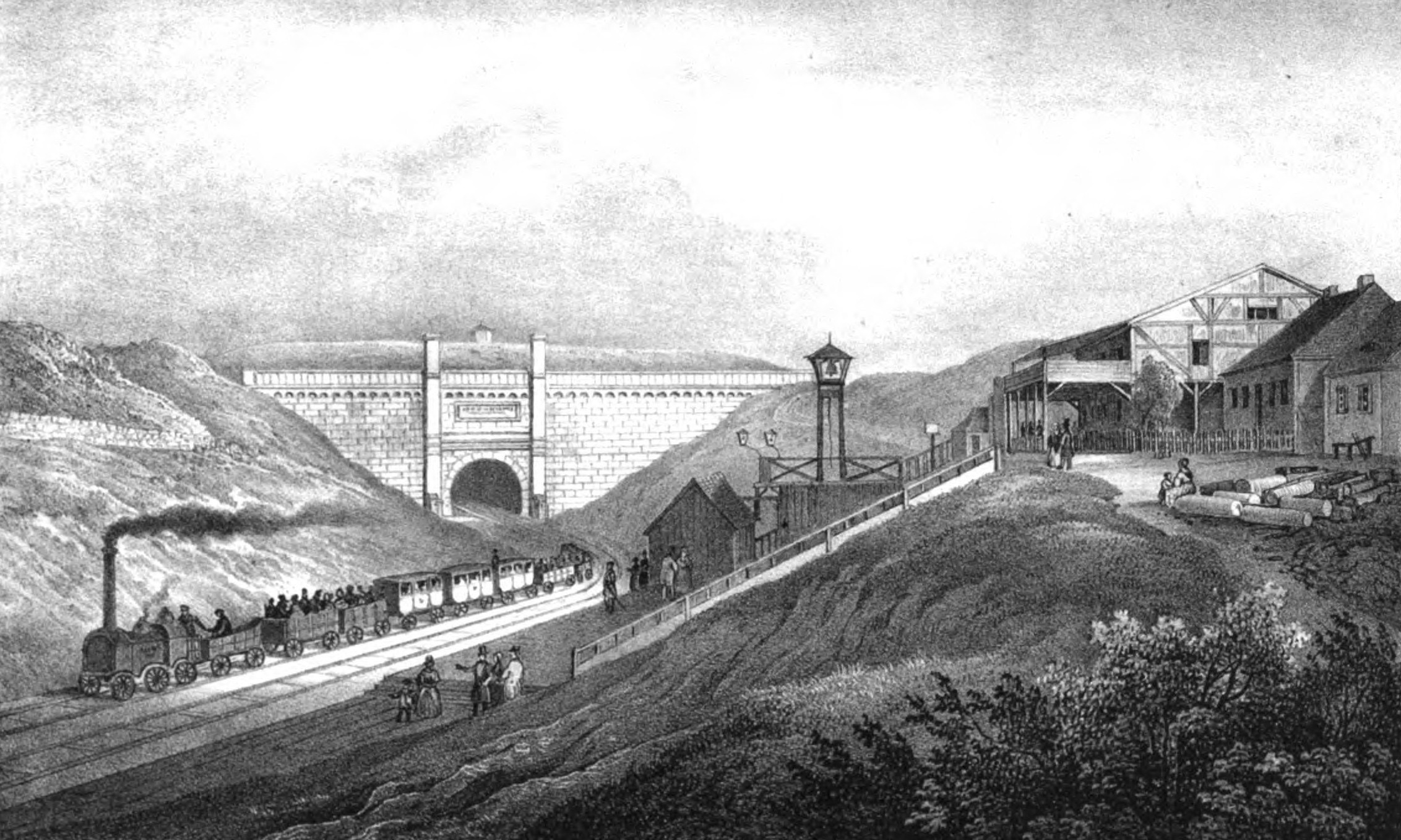
Oberauer Tunnel, um 1840

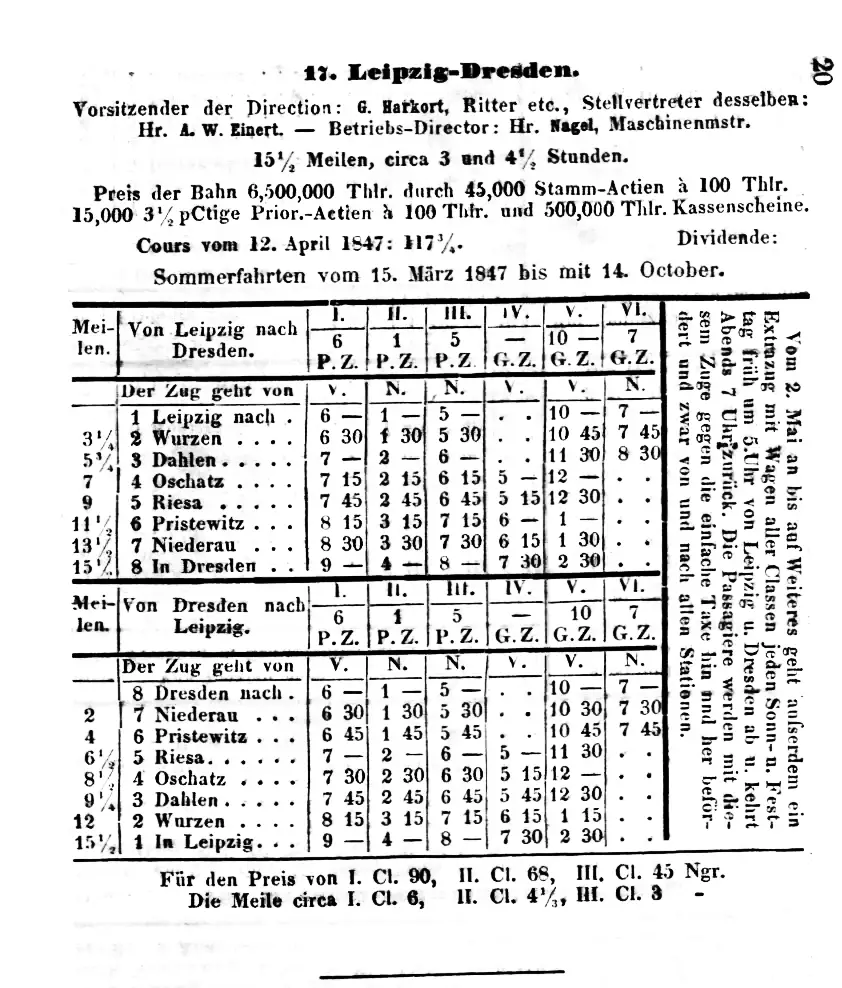
Fahrplan 1847

Mit der Fertigstellung der Riesaer Elbbrücke am 7. April 1839 wurde die ganze Bahnstrecke zwischen Leipzig und Dresden eröffnet. Die Reise dauerte damals drei Stunden und 40 Minuten. Anlässlich dieses Ereignisses wurde eine Münze mit einer der englischen B-Lokomotiven herausgegeben, welche in den ersten Jahren die Strecke befuhren.
Das zweite Streckengleis wurde direkt nach der Inbetriebnahme der Gesamtstrecke verlegt. Bereits ab dem 1. Oktober 1840 konnte die gesamte Strecke zweigleisig befahren werden. Das wurde deshalb möglich, weil das Planum mit allen Kunstbauten von vornherein darauf ausgelegt worden war. Die Strecke wurde nach englischem Vorbild bis 1884 im Linksbetrieb befahren.

### Im Betrieb der Kgl. Sächsischen Staatseisenbahnen

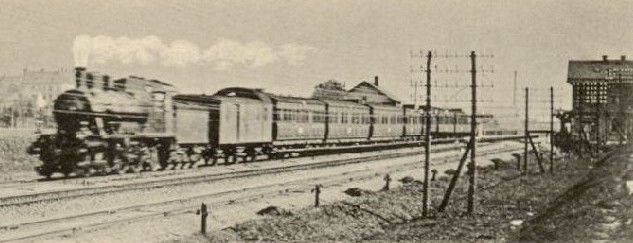
Eilzug auf der Bahnstrecke Leipzig–Dresden, um 1900

Am 29. März 1876 beschloss die Generalversammlung der Aktionäre den Verkauf der Dresdner Eisenbahn an den Sächsischen Staat. Am 1. Juli 1876 gingen Betrieb und Verwaltung der Leipzig-Dresdner Eisenbahn an die Königlich Sächsischen Staatseisenbahnen über.
An die Entwicklung der Leipzig-Dresdner Eisenbahn von ihrer Entstehung als Privat-Initiative Leipziger Bürger bis zur Verstaatlichung erinnert seit 1878 das Eisenbahndenkmal in Leipzig.
Am 4. Dezember 1915 wurde der sächsische Teil des Leipziger Hauptbahnhofs, in dem auch die Dresdner Strecke endete, in Betrieb genommen.

### Nach dem Ersten Weltkrieg
Am 1. April 1920 gingen die Sächsischen Staatseisenbahnen in der neu begründeten Deutschen Reichsbahn auf. Die Strecke Leipzig–Dresden gehörte nun zur Reichsbahndirektion Dresden.
Vom 1. Juli 1933 bis zum Juli 1934 wurde der Oberauer Tunnel abgetragen und in einen Einschnitt verwandelt. Ursache war der zu geringe Querschnitt für das im Lauf der Zeit vergrößerte Lichtraumprofil. Obwohl die Strecke auch im Tunnel zweigleisig war, konnte ihn wegen des zu geringen Gleisabstandes jeweils nur ein Zug passieren.

### Die Strecke nach dem Zweiten Weltkrieg
Das zweite Streckengleis wurde 1945 als Reparationsleistung für die Sowjetunion abgebaut. Auch der bisher viergleisige Abschnitt Coswig–Dresden-Neustadt wurde 1946 auf nur ein Gleis reduziert. Damit hatte eine wichtige Hauptbahn in Deutschland nur noch einen Bruchteil der vormaligen Leistungsfähigkeit. Als Notlösung wurde der Zugverkehr zwischen Leipzig und Dresden fortan im Richtungsbetrieb abgewickelt. Von Leipzig nach Dresden benutzten die Züge die LD-Linie, auf der Rückfahrt von Dresden verkehrten sie jedoch über Meißen und Döbeln. Als problematisch erwies sich dieses Verfahren allerdings für den Lokomotivumlauf, da auf der neigungsreichen Trasse über Döbeln für schwere Züge stets zusätzliche Lokomotiven benötigt wurden.
Bis 1967 wurde das zweite Streckengleis wiederaufgebaut. Wegen des auf vier Meter zu erweiternden Gleisabstandes mussten zahlreiche Gewölbebrücken mit Fahrbahnwannen aus Stahlbeton versehen werden. Der Wiederaufbau des zweiten Gleises erfolgte im Rahmen einer Zentralen Oberbauerneuerung, die auch den Umbau des Bestandsgleises einschloss.
Anfang der 1960er Jahre begannen die Planungen für eine Elektrifizierung der Strecke als Teilabschnitt des Sächsischen Dreiecks. Mit dem Winterfahrplan 1969/1970 wurde der elektrische Betrieb zwischen Dresden und Riesa aufgenommen, ab 1. September 1970 wurde auch der restliche Abschnitt elektrisch befahren. Dabei wurden erstmals in der DDR Schleuderbetonmasten aufgestellt. Die Stromversorgung erfolgte vom Umformerwerk Karl-Marx-Stadt mit zwei 25-Megawatt-Maschinen und vom Bahnkraftwerk Muldenstein mit drei 11,3-Megawatt-Dampfturbinen über 110-Kilovolt-Fernleitungen. Die vorhandene Leistung reichte für den rasch wachsenden Zugverkehr jedoch nicht aus, sodass weiter Dampf- und Diesellokomotiven eingesetzt wurden. Erst mit Inbetriebnahme des Umformerwerkes Dresden mit drei 32-Megawatt-Maschinen war uneingeschränkter elektrischer Betrieb möglich.
| Eröffnung          | Strecke                | Bemerkung     |
| ------------------ | ---------------------- | ------------- |
| 25. September 1969 | Leipzig Hbf–Wurzen     |               |
| 28. September 1969 | Riesa–Dresden-Neustadt |               |
| 31. Mai 1970       | Wurzen–Riesa           |               |
| 10. Mai 1974       | Abzw Althen–Borsdorf   | Güterzuggleis |

Nach dem Abschluss der Elektrifizierungsarbeiten lag die kürzeste Planfahrzeit mit nur einem Verkehrshalt in Dresden-Neustadt in Richtung Leipzig–Dresden bei 68, in Gegenrichtung bei 69 Minuten. Neue Oberbaumängel, insbesondere durch alkaligeschädigte Betonschwellen führten jedoch nach 1980 wieder zu Geschwindigkeitseinbrüchen und damit zu Fahrzeitverlängerungen bis auf 91 Minuten. Nach langer Bauzeit wurde zwar das dritte Streckengleis zwischen Radebeul West und Ost noch in Betrieb genommen, der Bahnhof Radebeul Ost wurde jedoch nicht mehr umgebaut. Es endete deshalb am Westkopf des Bahnhofs Radebeul Ost, am fertiggestellten neuen Bahnsteig 5 wurde nie ein Gleis verlegt. Zwischen Radebeul Ost und Dresden-Neustadt war das dritte Streckengleis ebenfalls im Bau, nach langen Verzögerungen wurde es um 1990 etwa zwischen den Eisenbahnüberführungen Großenhainer und Hansastraße an das bisherige Streckengleis Leipzig–Dresden angeschwenkt. Damit wurde auf diesem Abschnitt das bis dahin genutzte Streckengleis 1 aufgegeben.
Zu einer durchgehenden Modernisierung der Sicherungstechnik kam es dabei nicht. Bis auf Teile der Bahnhöfe Wurzen und Riesa und den Bahnhof Dresden-Neustadt gab es jedoch zum 150. Streckenjubiläum im April 1989 an der Strecke keine Formsignale mehr.

### Ausbau zur Schnellfahrstrecke

Verkehrsprojekte Deutsche Einheit (Übersichtskarte)

Nach der Deutschen Wiedervereinigung im Jahr 1990 zählte die Strecke zu den meistbefahrenen Eisenbahnstrecken Deutschlands und galt wie viele andere Strecken der Deutschen Reichsbahn als dringend sanierungs- und modernisierungsbedürftig. Das Projekt wurde am 9. April 1991 als Verkehrsprojekt Deutsche Einheit Nr. 9 (VDE 9) vom Bundeskabinett beschlossen.
Die planmäßige Reisezeit zwischen Leipzig Hauptbahnhof und Dresden Hauptbahnhof sollte im Endzustand (Stand: 2014) 47 Minuten betragen. 1990 lag die Fahrzeit zwischen Leipzig und Dresden bei 90 Minuten. Der 2020 vorgelegte Deutschlandtakt-Zielfahrplan sieht dagegen eine planmäßige Reisezeit zwischen den beiden Hauptbahnhöfen von 64 Minuten vor, mit Zwischenhalten in Riesa und Dresden-Neustadt.

#### Planung
Im Auftrag des Freistaats Sachsen entwickelte das Institut für Eisenbahnbau der TU Dresden im 2. Halbjahr 1990 eine Grobtrassierung für eine Neubaustrecke (NBS) Leipzig–Dresden, als Teil einer Neubauachse Kassel–Leipzig–Dresden–Breslau–Krakau/Warschau. Die Strecke sollte von Leipzig zunächst bis vor Oschatz der bestehenden Strecke folgen, zweifach die Elbe queren und anschließend Cossebaude erreichen, um anschließend auf ausgebauter Bestandsstrecke Dresden zu erreichen. Die 110 km sollten ohne Zwischenhalt bei einer Höchstgeschwindigkeit von 250 km/h in 36 Minuten zurückgelegt werden, bei 300 km/h in 33 Minuten (jeweils ICE, 3 % Regelzuschlag). Eine Variante sah eine weiter gestreckte Linienführung vor, südlich an Lommatzsch und Meißen vorbei.
Im Jahr 1991 wurden diese Pläne weiterentwickelt. Eine neu- und ausgebaute Strecke nach Berlin sollte aus der weiterhin als Neubaustrecke geplanten Strecke Leipzig–Dresden bei Machern ausfädeln.
Bis zum 14. November 1991 erarbeiteten die Reichsbahndirektionen Dresden und Halle eine Entscheidungsstudie. Zunächst war dabei geplant, die bestehende Strecke durch eine rund 105 Kilometer lange Neubaustrecke zu ergänzen. Die Neubaustrecke sollte von Dresden Hauptbahnhof und dem Raum Oschatz durchweg südlich bzw. westlich der Elbe verlaufen. Das endgültige Konzept sollte vom Ergebnis zu dieser Zeit noch laufender Untersuchungen abhängig gemacht werden. Bei einer Höchstgeschwindigkeit von 250 km/h hätte die Reisezeit von ICE-Zügen bei rund 35 Minuten gelegen.
Am 13. Januar 1992 wurde eine Ergänzungsuntersuchung für verschiedene Varianten einer Neubaustrecke und einer Ausbaustrecke vorgelegt. Am 23. Januar 1992 begann die Vorplanung für beide Varianten sowie die Ausarbeitung einer Synopse zur Entscheidungsfindung. Aus wirtschaftlichen Gründen wurde die Neubaustrecken-Variante am 19. März 1992 verworfen und eine kombinierte Neu- und Ausbaustrecke weiterverfolgt, die etwa eine Milliarde D-Mark günstiger sein sollte als eine reine Neubaustrecke.
Die Ausbaustrecke für 200 km/h sollte, nach Planungsstand der Grundsteinlegung (1992), 1999 fertiggestellt werden und 2,675 Milliarden D-Mark kosten. Auf 67 Kilometer Länge war dabei ein Ausbau vorgesehen, 48 Kilometer sollten neu gebaut werden. Riesa sollte dabei mit einer Neubaustrecke, die zwischen Oschatz und Bornitz von der Stammstrecke abgezweigt wäre, südlich umfahren werden. Das Jahntal sollte dabei auf einer 800 Meter langen Brücke überspannt werden, die Elbe mit einem Brückenneubau in der Nähe von Merschwitz. Für das gesamte, 115 Kilometer umfassende Projekt war der Neubau bzw. die Sanierung von 57 Bahn- und 23 Straßenbrücken vorgesehen gewesen. Zu den weiteren herausragenden geplanten Ingenieurbauwerken zählte auch der zwei Kilometer lange Kockelsbergtunnel. In einer späteren Ausbaustufe war ein sieben Kilometer langer Neubauabschnitt zur südlichen Umgehung von Wurzen geplant. Die Fahrzeit zwischen den Hauptbahnhöfen von Leipzig und Dresden sollte im Fernverkehr auf 45 Minuten sinken. Die Fertigstellung war zunächst zum 31. Dezember 1998 geplant.
Nachdem im Bundesverkehrswegeplan 1992 noch ein Ausbau der Leipzig-Dresdner und der Berlin-Dresdner Bahn in einem 13 Kilometer langen und ungefähr parallelen Abschnitt geplant war, wurden diese Pläne später modifiziert. Zwischen Böhla und Radebeul sollte nunmehr nur noch die Berlin-Dresdner Bahn für den Schnellverkehr ausgebaut und eine Verknüpfung zur Leipzig-Dresdner Bahn hergestellt werden. Damit sollten etwa 370 Millionen D-Mark eingespart, Eingriffe in Natur und Landschaft deutlich reduziert und Entmischung des schnellen und langsamen Verkehrs realisiert werden.
Die Vorentwurfsplanung für das Gesamtvorhaben wurde zum 31. August 1992 abgeschlossen und der Bahn zur Prüfung übergeben. Sie wurde im März 1993 bestätigt. Die neue Strecke sollte zwischen Leipzig und Wurzen sowie zwischen Kornhain und Bornitz den bestehenden Gleisen folgen. Riesa sollte südlich umgangen werden, die Stammstrecke bei Medessen gekreuzt und schließlich im Bahnhof Böhla in die Berlin-Dresdner Bahn eingefädelt werden. Mit 74 km Aus- und 41 km Neubau sollte die Strecke auf ihrer ganzen Länge für 200 km/h ausgebaut werden.
Die vorhandene Strecke bestand im Wesentlichen aus langen Geraden und Bögen mit Radien um 1000 Meter. Für den Ausbau war ein Regelradius von 2780 Metern und eine Regelüberhöhung von 100 Millimetern angestrebt worden. Da dies kaum zu erreichen war, wurde bis auf einen Mindestradius von 1630 Metern heruntergegangen und die Überhöhung stellenweise auf bis zu 160 Millimeter heraufgesetzt. Im Bereich des Bahnhofes Wurzen liegt ein Geschwindigkeitseinbruch auf 160 km/h, dort beträgt der Radius nur 1044 Meter. Es war ursprünglich vorgesehen, den Bogen mit Neigetechnikzügen mit 200 km/h zu befahren. Dies ist jedoch nicht umgesetzt worden.
Das Raumordnungsverfahren für den Neubauabschnitt war 1993 in Vorbereitung. 1995 war die Vorplanung für das Gesamtprojekt abgeschlossen gewesen, die Unterlagen für das Raumordnungsverfahren für den Abschnitt Bornitz–Weinböhla in Arbeit. Ein geplanter viergleisiger elektrischer Ausbau zwischen Engelsdorf und Leipzig wurde am 27. August 1993 per Entscheidung des Bundesverkehrsministeriums verworfen. Die im Mai 1993 begonnen vorbereitenden Bauarbeiten in diesem Abschnitt wurden abgebrochen.
Im Januar und Februar 1994 wurde die geplante Südumfahrung von Wurzen ebenso gestrichen wie eine Verbindungskurve bei Zeithain. Für Wurzen wurde stattdessen eine Durchfahrgeschwindigkeit von 160 km/h verfolgt. Die Fahrzeit zwischen Leipzig und Dresden lag 1994 bei 85 Minuten.
Das Projekt erlitt aus verschiedenen Gründen mehrjährige Verzögerungen. So führten wesentlich veränderte Planungsgrundlagen im Abschnitt Leipzig–Wurzen zu einem Abbruch der Entwurfsplanung und Bauvorbereitung in diesem Abschnitt. Das für Sommer 1993 geplante Raumordnungsverfahren für die Südumfahrung von Riesa und der Verbindung zur Berlin-Dresdner Bahn wurde nicht eingeleitet. Die Südumfahrung Riesa wurde schließlich im März 1995 gestrichen und stattdessen eine Durchfahrung der Stadt mit Geschwindigkeitseinbrüchen bis auf 100 km/h vorgesehen; die Mitte 1995 begonnene Vorentwurfsplanung wurde durch zwischenzeitliche Änderungen der Aufgabenstellung weiter verzögert. Für den Streckenabschnitt zwischen Radebeul und Dresden Hauptbahnhof konnte die Vorplanung nicht, wie für den Hauptteil der Strecke, im Frühjahr 1992, sondern erst im Mai 1994 begonnen werden, da die Planungsgrundlagen seitens des Bestellers lange Zeit unklar waren. Die Vorplanung in diesem Abschnitt wurde so der Deutschen Bahn erst im November 1994 vorgelegt, die Genehmigung erfolgte erst im Dezember 1995. Ferner wurden die im Budget vorgesehenen Raten von bis zu 500 Millionen D-Mark pro Jahr Anfang 1994 von der Deutschen Bahn derart gestreckt, dass bei Raten von durchschnittlich 120 Millionen DM jährlich ein Abschluss erst im Jahr 2008 möglich sein würde. Nachdem die in den Jahren 1993 und 1994 zur Verfügung stehenden Mittel aufgrund knapper Bundesmittel auf etwa 100 Millionen D-Mark je Jahr halbiert worden waren, wurde nicht mehr mit einer Fertigstellung vor der Jahrtausendwende gerechnet.
Die Verbindungskurve Weißig–Böhla zur Verknüpfung mit der Bahnstrecke Berlin–Dresden und die daran anschließende Nutzung der Strecke Berlin–Dresden von Böhla bis Neucoswig stellt die einzige in der Planung verbliebene Streckenänderung dar. Bis heute (Stand: 2013) gibt es keinen Fertigstellungstermin für das Gesamtprojekt.
Außerdem soll eine sieben Kilometer lange 110-kV-Bahnstromleitung zwischen Lüptitz und Wurzen sowie das Unterwerk Wurzen neu gebaut werden und die Steuerung der Gleisanlage durchgehend durch Elektronische Stellwerke (ESTW) möglich sein.
Der Ausbau der Strecke ist in drei Baustufen vorgesehen:
1. Baustufe: Ausbau des Abschnitts Leipzig–Riesa für eine Höchstgeschwindigkeit von 200 km/h. Diese Stufe wurde 1993 begonnen und 2002 fertiggestellt.[26]
2. Baustufe: Ausbau zwischen Dresden Hauptbahnhof und Dresden-Neustadt. Dabei wurde die Ausbaustrecke dreigleisig ausgebaut und um zwei S-Bahn-Gleise in diesem Abschnitt ergänzt. Der Planfeststellungsbeschluss des in vier Abschnitte eingeteilten Projekts erging am 23. März 2000. Die Finanzierungsvereinbarung wurde am 6. Juli 2001 abgeschlossen.[26]
3. Baustufe: Riesa–Dresden-Neustadt.[26] Ende 2013 stand in 4 von 13 Planfeststellungsabschnitten die Entwurfsplanung und Planfeststellung aus.[27]

Die Fahrzeit zwischen Leipzig und Dresden-Neustadt sollte im Fernverkehr von 91 Minuten vor Beginn der Baumaßnahmen auf 47 Minuten sinken. Eine Quelle von 1997 nennt eine Reisezeit zwischen Leipzig und Dresden-Neustadt von 96 Minuten, die nach Fertigstellung auf 56 Minuten sinken sollte. Im Jahresfahrplan 2017 beträgt die minimale planmäßige Reisezeit zwischen Leipzig Hbf und Dresden-Neustadt im Fernverkehr 57 Minuten.
Die Planung oblag im Jahr 2002 dem Projektzentrum Dresden der DB Projekt Verkehrsbau. Zuvor war die Planungsgesellschaft Bahnbau Deutsche Einheit für das Projekt zuständig gewesen.

#### Realisierung

##### Erste Baustufe: Leipzig–Riesa (1993–2002)
Im Mai 1993 begann der Ausbau der Bestandsstrecke zwischen Weißig und Priestewitz, wenig später folgte der Abschnitt zwischen Leipzig-Ost und Engelsdorf sowie Brückenarbeiten zwischen Wurzen und Oschatz. Die Grundsteinlegung für die Ausbaustrecke erfolgte am 9. September 1993 in Dahlen durch Staatssekretär Wilhelm Knittel, Bahn-Vorstandsmitglied Peter Münchschwander und den Polier Steffen Müller. 1996 wurde in Oschatz das erste elektronische Stellwerk in Sachsen in Betrieb genommen.
Die Strecke wurde im Stadtgebiet von Leipzig weitgehend für 160 km/h ausgebaut, ab Leipzig-Paunsdorf für 200 km/h. Im Abschnitt zwischen Leipzig und Wurzen wurde die bestehende Trasse weitgehend erhalten; an vier Stellen waren Abrückungen zur Realisierung der neuen Höchstgeschwindigkeit notwendig. Der Bauabschnitt um den Bahnhof Wurzen (km 21,6 bis 27,66) wurde dabei für 160 km/h ertüchtigt.
Im Herbst 1997 waren bereits die Abschnitte Posthausen–Altenbach und Wurzen–Bornitz für 200 km/h ausgebaut gewesen. Ab Mai 1998 wurde der Abschnitt Borsdorf–Altenbach mit 160 km/h und der Abschnitt Wurzen–Riesa mit 200 km/h befahren. Im Herbst 1999 begann der Ausbau des Abschnitts Altenbach–Wurzen (km 21,64 bis 25,23), einschließlich einer rund 1000 Meter langen Neutrassierung im Bereich der Muldenquerung. 1997 ging das elektronische Stellwerk der Überleitstelle Machern in Betrieb. Bis zur Inbetriebnahme der ESTW-Zentrale Wurzen wurde es örtlich bedient. Nach Hochrüstung zur ESTW-Unterzentrale Wurzen wurde die Bedienung in die Betriebszentrale Leipzig verlegt.
Die erste Baustufe Leipzig–Riesa wurde 2002 in Betrieb genommen. Der Abschnitt ist seitdem im Wesentlichen mit 200 km/h (km 5–23 sowie 29–51) befahrbar und mit linienförmiger Zugbeeinflussung (km 3,6–59,5) ausgerüstet. Zwischen Borsdorf und Bornitz wird der Teilblockmodus angewendet, der hier zum ersten Mal auf einer Strecke im Altnetz zum Einsatz kam. Der Stellbereich der ESTW-Unterzentrale Wurzen reicht von Leipzig-Engelsdorf bis Bornitz und von Leipzig Hauptbahnhof bis Oschatz ist durchgehend Gleiswechselbetrieb möglich.
Bis Anfang 2002 waren 530 Millionen Euro in den Ausbau von 51 Streckenkilometern investiert worden. Mit mehr als 220 Zügen pro Tag galt die Strecke dabei als die wichtigste Bahnstrecke in Sachsen. Beim Elbhochwasser 2002 stürzten zwei Flutbrücken zwischen Riesa und der Abzw Röderau ein und der Damm der Elbequerung wurde schwer beschädigt. Der Abschnitt musste am 16. August 2002 voll gesperrt werden. Am 31. Oktober 2002 wurde der reguläre Betrieb mit zwei eingleisigen Behelfsbrücken wieder aufgenommen. Ende August 2003 wurde das zweite Gleis bei Röderau wieder in Betrieb genommen. Der Gesamtschaden an der Strecke wurde Ende 2002 mit rund 60 Millionen Euro beziffert. Mit den 2003 fertiggestellten Maßnahmen wurde ein Fahrzeitgewinn von 23 Minuten erreicht. Im Rahmen des Wiederaufbaus nach dem Hochwasser wurde der ab 2005 ohnehin geplante dreigleisige Ausbau zwischen Riesa und Röderau vorgezogen. Das zusätzliche Gleis ging im Dezember 2006 in Betrieb. Im Rahmen der mehr als 21 Millionen Euro teuren Arbeiten entstand parallel zur bestehenden Brücke ein neuer, eingleisiger Brückenzug über die Elbe. Wegen des im Weg stehenden und noch notwendigen Stellwerkes Abzw Röderau Bogendreieck fädelt das dritte Streckengleis vor der Abzweigstelle in die Strecke ein.

##### Zweite Baustufe: Dresden-Neustadt–Dresden Hbf (2001–2010)
Im Jahr 2010 wurde die zweite Baustufe, der 2001 begonnene Ausbau zwischen Dresden-Neustadt und Dresden Hauptbahnhof, abgeschlossen.

##### Dritte Baustufe: Riesa–Dresden-Neustadt (seit 2009)
Im Rahmen der dritten Baustufe wurden bisher der Abschnitt Riesa–Zeithain einschließlich der dreigleisigen Elbquerung fertig gestellt und die Verbindungsstrecke WB/6274 zur Dresdner Bahn in Betrieb genommen. Der 13 Kilometer lange Streckenausbau zwischen Dresden-Neustadt und Coswig begann im Herbst 2009 und wurde im März 2016 abgeschlossen. Im Rahmen des Ausbaus erhielten sowohl der Fernverkehr als auch die S-Bahn Dresden je zwei eigene Gleise. Darüber hinaus wurden u. a. auch die Stellwerkstechnik und die S-Bahn-Haltepunkte entlang der Strecke vollständig erneuert, und es wurde ein neuer Haltepunkt Dresden Bischofsplatz errichtet. Seit dem 12. Juni 2016 ist die Höchstgeschwindigkeit in diesem Abschnitt für den Fern- und Regionalverkehr von 120 auf 160 km/h angehoben worden. Zwischen Abzweig Radebeul Nord und dem Einfahrsignal Coswig sind 130 km/h möglich, die Einfädelung in den Bahnhof Coswig ist für 100 km/h ausgelegt. Noch nicht begonnen sind die zur Strecke Leipzig–Dresden gehörenden Ausbauabschnitte Bahnhof Riesa, Abzw. Röderau–Abzw. Zeithain und Abzw. Zeithain–Weißig.
Unabhängig von den weiteren Arbeiten an der Ausbaustrecke wurde der Abschnitt zwischen Riesa und Dresden-Neustadt teilweise für höhere Geschwindigkeiten als 120 km/h ausgebaut. Zwischen Weißig (km 77,9) und Coswig (km 101,3) wurde die Strecke für die Nutzung aktiver Neigetechnik ertüchtigt und ICE T verkehrten dort bis 2008 mit bis zu 160 km/h. Inzwischen ist die Zugbeeinflussung für Neigetechnik nicht mehr in Betrieb. Die Höchstgeschwindigkeit beträgt zwischen Coswig (bei Dresden) und Riesa durchgehend 120 km/h. Zwischen Coswig (bei Dresden) und Dresden bestanden bis zum Beginn der Ausbauarbeiten (Ende 2009) vier Abschnitte mit dauerhaften Geschwindigkeitsbegrenzungen auf 70 bzw. 90 km/h. Während der Bauarbeiten stand zwischen den Bahnhöfen Coswig und Radebeul West sowie Radebeul Ost und Dresden-Neustadt nur ein Gleis zur Verfügung. Güterzüge und der IC-Verkehr wurden über Cossebaude umgeleitet. Seit Dezember 2014 ist zwischen der Abzweigstelle Radebeul Nord und Radebeul Ost auf den Ferngleisen eine Geschwindigkeit von 160 km/h zulässig, seit Juni 2016 auch auf den Ferngleisen zwischen Radebeul Ost und Dresden-Neustadt.
Der viergleisige Ausbau zwischen Dresden-Neustadt und Radebeul Ost (Streckenkilometer 109,7 bis 116,0) begann im Jahr 2011. Die Deutsche Bahn begründete die Verzögerungen gegenüber der ursprünglichen Planung mit der erst im Oktober 2009 gesicherten Gesamtfinanzierung des Bauvorhabens. Am 20. März 2016 wurde der Abschnitt zwischen Dresden-Neustadt und Radebeul Ost in Betrieb genommen.
Der noch fehlende Ausbauteil des dritten Abschnitts zwischen Coswig und Riesa wurde vom Freistaat Sachsen für den Bundesverkehrswegeplan 2030 angemeldet (geplante Fertigstellung also bis spätestens 2030), den das Bundeskabinett inklusive der Ausbaustrecke Leipzig–Dresden am 3. August 2016 beschlossen hat.
Bis Mai 2020 wurde der Bogen DEK/6251 Abzw Az–Radebeul West, der die Strecken Leipzig–Dresden und Elsterwerda–Dresden-Friedrichstadt verbindet und von den schnellfahrenden Reisezügen befahren wird, erneuert und dabei für eine Geschwindigkeit von 130 km/h (bislang 100 km/h) ausgebaut.

##### Umbau der Einbindung in Leipzig Hbf (2013–2015)
Zwischen Ende 2013 und November 2015 wurde die Einbindung der Strecke in den Bahnhof Leipzig Hbf grundlegend umgebaut. Dabei wurden Oberbau- und Fahrleitungsanlagen erneuert, die Strecke zwischen den Straßenüberführungen Bennigsenstraße und Hermann-Liebmann-Straße nach Norden in die Achse der hier geschlossenen »zweiten Verbindungsbahn« Leipzig Hbf–Connewitz verschoben sowie die Verkehrstunnel I und II abgebrochen und verfüllt. Die Stammgleise in der Bahnsteighalle verschoben sich damit von 20 und 21 auf 14 und 15. Damit werden insbesondere für Züge, die in Richtung Halle und Erfurt weiterfahren und von dort kommen, bei Ein- und Ausfahrten höhere Geschwindigkeiten ermöglicht und Fahrstraßenausschlüsse reduziert. Die bisherigen Stammgleise 20 und 21 wurden im Bereich des Bahnhofes Leipzig-Dresdener Güterbahnhof in die neuen eingebunden.

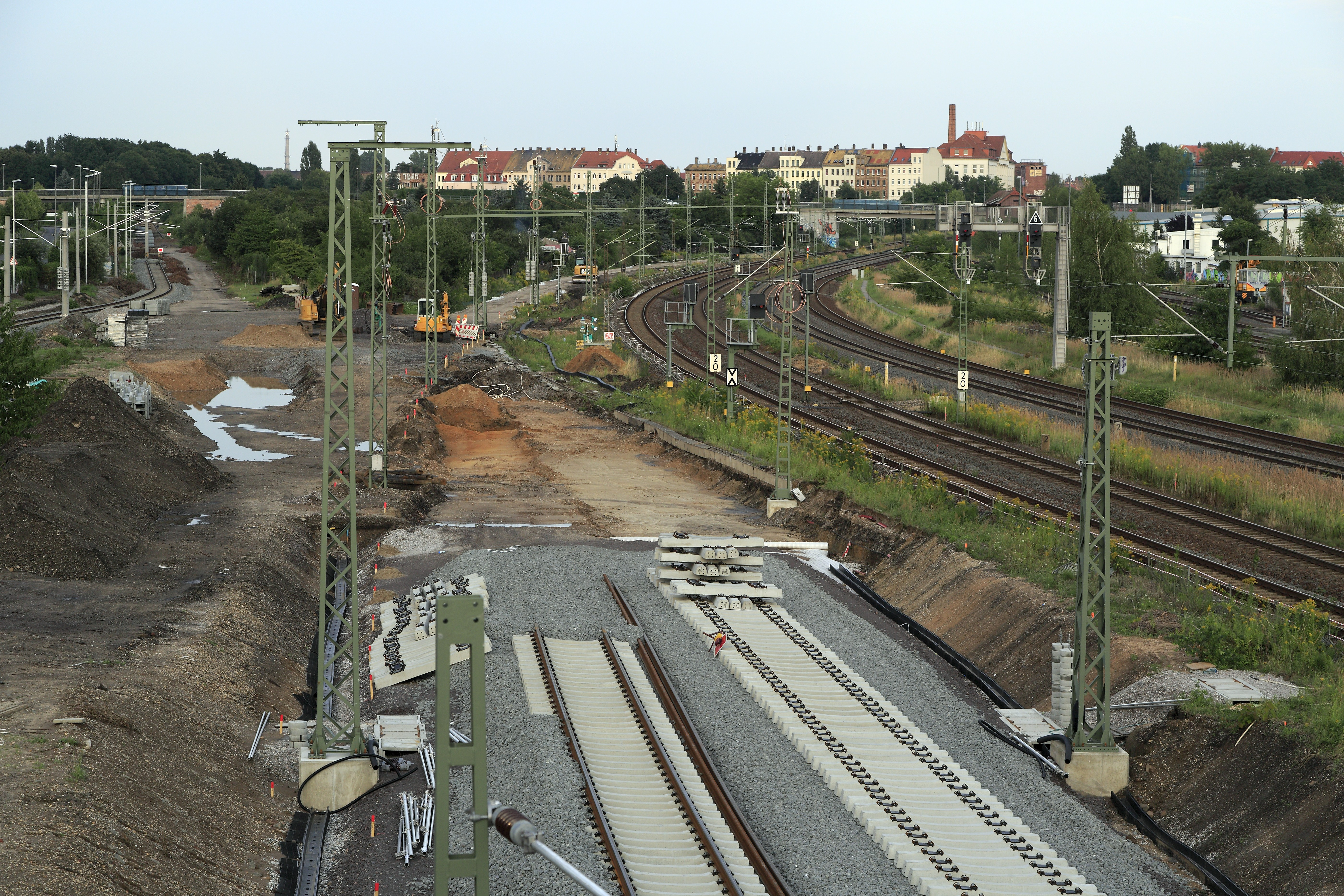
Leipzig-Dresdener Güterbahnhof Richtung Osten vor dem Verschwenken der Stammgleise, 3. August 2014
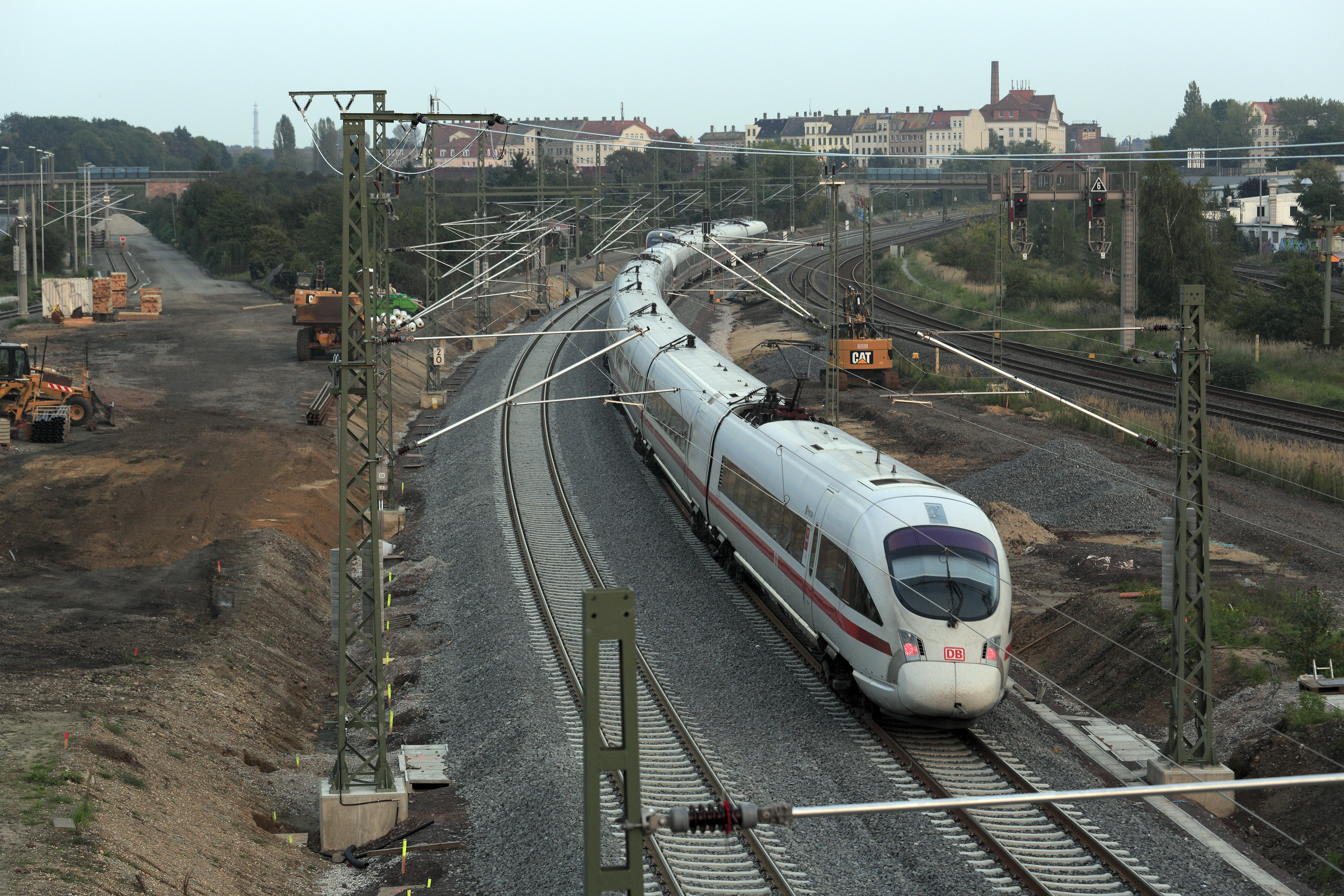
Nach dem Verschwenken am 1. Oktober 2014, links die ehemalige Strecke LC nach Connewitz

##### Geplante Fertigstellung: nach 2030
Die Strecke soll mit ETCS Level 2 (Baseline 3) ausgerüstet werden. Mitte 2015 liefen Vorbereitungen zur Ausrüstung des Streckenabschnitts zwischen Radebeul Nord und Dresden-Neustadt mit ETCS.
Unter der Voraussetzung ausreichender Bundesmittel war nach Planungen aus dem Jahr 2008 die Fertigstellung für 2014 geplant. Nach Angaben des Bundesverkehrsministeriums aus dem Jahr 2011 sollte das Verkehrsprojekt sodann möglichst bis 2016 fertiggestellt werden. Nach dem Planungsstand von Mitte 2015 sollte der Ausbau des Abschnitts zwischen Zeithain (ausschließlich) und Leckwitz (ausschließlich) jedoch frühestens 2020 beginnen. Dieser Abschnitt wurde vom Freistaat Sachsen für den Bundesverkehrswegeplan 2030 angemeldet.
Der Streckenabschnitt zwischen den Abzweigstellen Zeithain Bogendreieck und Leckwitz wird seit Oktober 2020 ausgebaut. Die Planfeststellung für den 8 km langen Abschnitt wurde im Februar 2017 beantragt, die Unterlagen im April und Mai 2018 öffentlich ausgelegt, der Erörterungstermin fand im Februar 2019 statt. Der Planfeststellungsbeschluss erging mit Datum vom 20. Dezember 2019. Die Realisierung wurde im Oktober 2019 ausgeschrieben. Die bauvorbereitenden Arbeiten begannen im Frühjahr 2020. Die Fertigstellung ist für 2027 vorgesehen. Die Kosten betragen voraussichtlich etwa 100 Millionen Euro. Von September 2021 bis April 2023 wurde ein Gleis umgebaut und der Betrieb in beiden Richtungen über ein Gleis abgewickelt. Seit Januar 2024 wird das zweite Gleis umgebaut. Ab 22. Januar 2024 gab es wieder einen eingleisigen Betrieb auf dem bereits erneuerten Gleis, bevor der Abschnitt Ende Juli 2025 zweigleisig in Betrieb ging. 2028 soll ETCS eingebaut und die zulässige Geschwindigkeit auf 200 km/h erhöht werden.
2019 beantragte die Deutsche Bahn den Umbau des Kreuzungsbauwerks westlich des Dresdner Hauptbahnhofs, durch den die Ein- und Ausfahrgeschwindigkeit auf 80 km/h angehoben werden soll. Bislang sind nur 60 km/h zulässig.
Beim Fahrplanwechsel am 11. Dezember 2022 wurde die LZB L72 aufgrund der Abkündigung durch den Hersteller Thales außer Betrieb genommen. Die Streckenausrüstung bleibt jedoch erhalten, sie soll nach der Hochrüstung auf den Stand CIR-ELKE zum Fahrplanwechsel 2023/24 bis zur Umstellung auf ETCS wieder in Betrieb gehen. Die zulässige Streckengeschwindigkeit von 200 km/h zwischen Leipzig und Riesa kann in dieser Zeit ebenso wenig genutzt werden wie die dichtere Blockteilung.
Von 2029 bis 2033 ist der Umbau des Bahnhofs Riesa und des Abschnitts bis zum Bogendreieck Zeithain geplant. Die Planung dieses Abschnitts (Machbarkeitsstudie und Vorplanung) wurde im Februar 2017 ausgeschrieben und die Vergabe im Juni 2017 bekannt gemacht. Vorgesehen ist eine Geschwindigkeitserhöhung auf 200 km/h, die Einrichtung eines Digitalen Stellwerks, Ausrüstung mit ETCS, zwei Kreuzungsbauwerke, die Spurplananpassung der Abzweigstelle Zeithain Bogendreieck und die Auflösung von drei Bahnübergängen. Dafür werden sechs neue Eisenbahnüberführungen errichtet. Trassierungsbedingt sind im Bahnhof Riesa bisher nur 60 km/h möglich.
Zwischen Kottewitz und Weinböhla soll nach 2030 ein ca. 2,2 km langer Tunnel durch den Kockelsberg mit zwei Röhren entstehen. Dabei wird die Strecke begradigt und um ca. 1,1 km verkürzt, um einen Betrieb in diesem Bereich mit bis zu 200 km/h zu ermöglichen. Dabei entstehen außerdem zwei neue Eisenbahnbrücken sowie der kleinere, ca. 500 m lange Weißbergtunnel. In diesem Tunnel sollen beide Gleise in einer gemeinsamen Röhre verlaufen.

#### Kosten, Nutzen und Finanzierung
2008 bis 2012 wurde stets mit Gesamtkosten in Höhe von 1,451 Milliarden Euro kalkuliert. Bis Ende 2010 waren 942 Millionen Euro verausgabt, Ende 2011 waren es 997 Millionen Euro und Ende 2012 1,053 Milliarden Euro.
Die Europäische Union beteiligt sich mit 50 Millionen Euro aus dem Europäischen Fonds für regionale Entwicklung an der Finanzierung der dritten Baustufe. Für den Ausbau im Abschnitt Dresden-Neustadt–Coswig waren rund 222 Millionen Euro veranschlagt, darunter fast 91 Millionen Euro für den Ausbau der S-Bahn.
Die zunächst geplante Neubaustrecke war mit 3,5 Milliarden D-Mark kalkuliert worden. Das Neu- und Ausbauprojekt war mit Gesamtkosten von 2,675 Milliarden DM (1,368 Milliarden Euro, Preisstand: 1. Januar 1991) in den vordringlichen Bedarf des Bundesverkehrswegeplans 1992 aufgenommen worden. Im September 1992 rechnete die Planungsgesellschaft Bahnbau Deutsche Einheit mit denselben Kosten.
Die Mitte der 1990er Jahre vorgenommene Streckung der Investitionen, mit Jahresraten von 53,4 bis 289 Millionen DM (statt zuvor geplanten 100 bis 560 Millionen DM) führte zu einer Kostensenkung auf 2,313 Milliarden DM. Die geplante Fertigstellung verschob sich damit von Ende 1998 auf 2008. Bis 1995 hätten die veranschlagten Kosten durch eine genauere, neueste Erfahrungen und Auflagen der Deutschen Bahn AG berücksichtigende Planung auf etwa 1,9 Milliarden D-Mark gesenkt werden können. Die Fertigstellung war dabei nicht konkret absehbar. Ende 1996 lagen die geplanten Kosten bei 1,889 Milliarden DM, von denen bis Ende 1996 409 Millionen DM ausgegeben worden waren.
Eine Nutzen-Kosten-Untersuchung des Ausbauprojekts von April 2010 erbrachte einen Nutzen-Kosten-Faktor von 4,2. Der Markt für Fernreisen zwischen den Räumen Berlin und Leipzig (alle Verkehrsträger) hat nach Angaben der Deutschen Bahn ein Volumen von rund 6000 Fahrten je Tag (Stand: 2013).

### Betrieb
Laut Angaben des Verkehrsverbundes Oberelbe von April 2014 wurden zwischen Dresden und Riesa bzw. Großenhain werktags etwa 7200 Fahrgäste gezählt, zwischen Dresden und Radebeul 11 700 Reisende. Die Fahrgastzahlen zwischen Dresden und Radebeul stiegen zwischen 2011 und 2012 um sechs Prozent an.
Seit November 2014 können Zeitkarteninhaber des Verkehrsverbund Oberelbe (VVO) auch den Fernverkehr zwischen Riesa und Dresden nutzen. Laut VVO-Angaben von Ende 2015 machten mehr als 200 Pendler täglich davon Gebrauch. Im Frühjahr 2017 waren während der Schulzeit schon bis zu 400 Pendler täglich unterwegs. Der VVO zahlt der Deutschen Bahn dafür einen Ausgleich.
2018 fielen rund 400 der 9400 geplanten Fernverkehrszüge auf der Strecke aus.

### Entwicklung der Reisezeit
Die folgende Tabelle gibt einen Überblick über die Entwicklung der planmäßigen Reisezeit im Fernverkehr
| Jahr        | Dresden-Neustadt–Leipzig Hbf (in min) |
| ----------- | ------------------------------------- |
| 1839        | 195                                   |
| 1939 (D208) | 83                                    |
| 1970 (D???) | 68                                    |
| 1977 (D442) | 82                                    |
| 1985 (D442) | 97                                    |
| 1987 (D454) | 90                                    |
| 1991 (EC56) | 91                                    |
| 1996 (EC56) | 77                                    |
| 1999 (EC56) | 66                                    |

| Jahr       | Dresden-Neustadt–Leipzig Hbf (in min) |
| ---------- | ------------------------------------- |
| 2000 (ICE) | 59                                    |
| 2001 (ICE) | 59                                    |
| 2003 (ICE) | 63                                    |
| 2005 (ICE) | 58                                    |
| 2007 (ICE) | 63                                    |
| 2009 (ICE) | 65                                    |
| 2011 (ICE) | 65                                    |
| 2013 (ICE) | 67                                    |
| 2015 (ICE) | 59                                    |
| 2016 (ICE) | 57                                    |
| 2018 (ICE) | 58                                    |
| 2019 (ICE) | 68                                    |
| 2020 (ICE) | 58                                    |
| 2022 (ICE) | 71                                    |

Nicht enthalten sind die Auswirkungen der Verkehrshalte. Schnellfahrende Reisezüge hielten jahrzehntelang in Wurzen, Oschatz, Riesa und Dresden-Neustadt. Die besonders kurzen Fahrzeiten (das betrifft die 68 Minuten nach der Elektrifizierung 1970 und alle unter 60 Minuten) waren nur unter Entfall aller Verkehrshalte außer Dresden-Neustadt möglich. Etwa seit 2005 halten Fernverkehrszüge zur Anschlussvermittlung generell in Riesa und Dresden-Neustadt. Die Fahrzeitzuschläge seit 2005 sind baustellen- und umleitungsbedingt.

### Weiterer Ausbau
Im dritten Gutachterentwurf des Deutschlandtakts ist ein zweigleisiger Ausbau zwischen Engelsdorf und Borsdorf für die S-Bahn unterstellt. Dafür sind, zum Preisstand von 2015, Investitionen von 94 Millionen Euro vorgesehen.

## Streckenbeschreibung

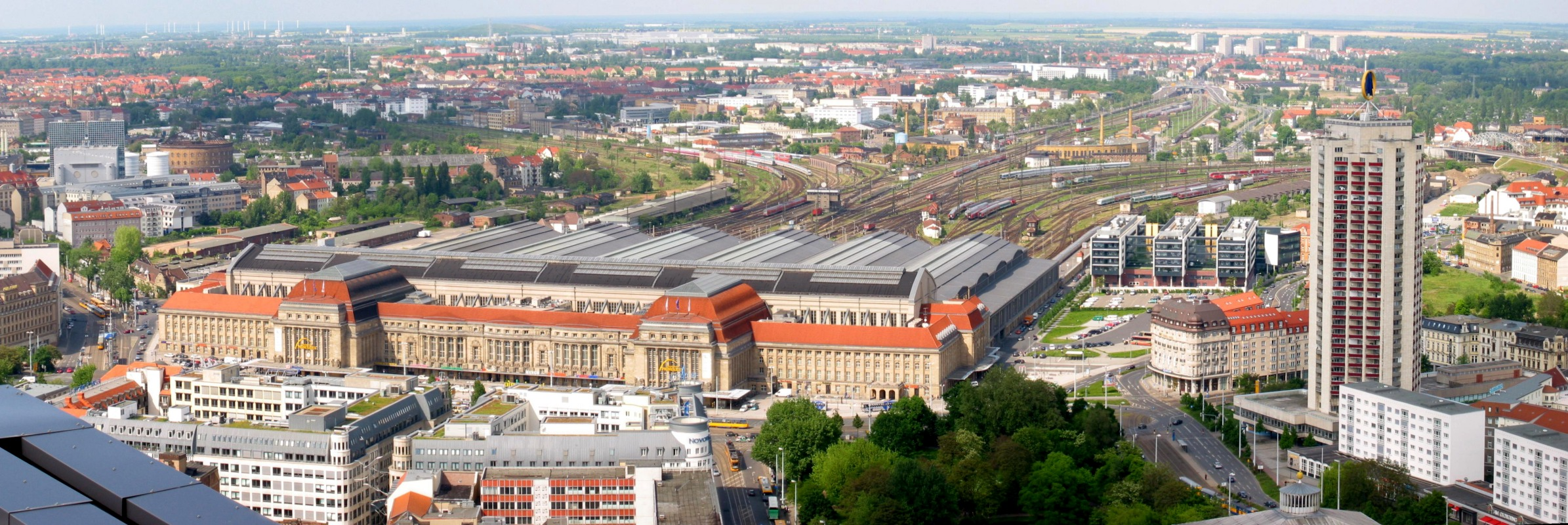
Der Leipziger Hauptbahnhof aus der Vogelperspektive

Nördlich des Leipziger Hauptbahnhofes wendet sich die durchweg zweigleisige Strecke durch dicht bebautes Gebiet nach Osten. An den Hauptbahnhof schließt unmittelbar der Bahnhof Leipzig-Dresdner Gbf, seit 2004 Bahnhofsteil Leipzig-Volkmarsdorf, an. In ihm lagen die drei vom Bahnhof Leipzig Hbf ausgehenden sächsischen Strecken parallel nebeneinander. Direkt vor der Straßenbrücke der Hermann-Liebmann-Straße (km 1,9) befanden sich an den Streckengleisen der Strecken 6361/sä LC und 6366/sä LG die aufgelassenen Bahnsteige der Haltepunkte Leipzig Ost und Leipzig-Volkmarsdorf. Die an der folgenden Brücke der Bennigsenstraße gelegene Gleisverbindung vom Regio-Werk im alten Betriebswerk der LDE und der Bahnstrecke Leipzig–Geithain zum Streckengleis Leipzig–Dresden wurde im Sommer 2014 ausgebaut. Diese führt nun leicht nach Südosten, während die im November 2012 geschlossene »zweite Verbindungsbahn« zur Bahnstrecke Leipzig–Hof nach Zwickau und Plauen (– Hof) geradeaus weiterverläuft und nach einem 90°-Bogen nach Süden die Streckengleise nach Dresden und Geithain überbrückt. An der Brücke der Torgauer Straße führte von dieser eine eingleisige Verbindung zur Leipzig–Dresdner Strecke, die direkt nach dem Haltepunkt Leipzig-Sellerhausen an der Abzweigstelle Püchauerstraße einmündete.
Bei km 3,9 wird die Strecke Leipzig-Anger–Leipzig-Heiterblick – ehemals Teil der Bahnstrecke Leipzig–Eilenburg und jetzt Teil des Leipziger Güterrings – und kurz danach die Bahnstrecke Leipzig-Wahren–Leipzig-Engelsdorf – ebenfalls Teil des Güterringes – unterquert. Wegen der dazwischenliegenden Brücke über die Riesaer Straße und der nicht ausreichenden Höhe unter der Brücke der Eilenburger Bahn mussten die Gleise der Strecke Leipzig–Dresden für die Vergrößerung des Wannen- und Kuppenausrundungsradiusses auf mehreren hundert Metern abgesenkt werden. Hinter dem Haltepunkt Leipzig-Paunsdorf zweigt die Hauptbahn nach Geithain ab, die bis hierhin parallel mit früher zwei, seit 2004 nur noch einem Gleis verläuft. Die Strecke führt weiter am Rangierbahnhof Leipzig-Engelsdorf vorbei. Im Bahnhofsbereich bestehen zwei Verbindungen zum Leipziger Güterring, zum einen über die Kurzverbindung am km 5,6 und zum anderen am östlichen Bahnhofskopf beim km 7,8.
Zwischen Leipzig-Engelsdorf und Borsdorf gibt es mit der Strecke 6365 Engelsdorf–Borsdorf ein drittes Gleis. Vor Borsdorf, bei km 9,1, wird die 1970 hier fertiggestellte Bundesautobahn 14 unterquert. Genau einen Kilometer danach befindet sich in Althen die Stelle, an der 1837 die Züge aus Leipzig vorläufig endeten. Ein 1987 am Posten 4 errichteter Gedenkstein erinnerte an die Stelle. Nach der Schließung des Wegüberganges wurde der Gedenkstein in die Gemeinde Althen umgesetzt. Im Bahnhof Borsdorf zweigt mit der Bahnstrecke Borsdorf–Coswig die zweite Leipzig-Dresdner Strecke 6386/sä BC über Döbeln ab. Bei Machern befindet sich ein drei Kilometer langer und bis zu zwölf Meter tiefer Geländeeinschnitt. Er zählte zu den größten Erdbauvorhaben beim Streckenbau.
In Wurzen erreicht die ab Borsdorf leicht nach Nordosten verlaufende Strecke ihren nördlichsten Punkt und überquert die Mulde. Die Muldenbrücke, die erste deutsche Eisenbahnbrücke, entstand 1837/38 unter August Königsdorfer in einfacher Holzkonstruktion. Sie übertraf mit 384 Meter Länge, verteilt auf 19 Öffnungen, die Elbbrücke bei Riesa an Länge um 39 Meter. Im Bahnhof Wurzen begannen die Muldentalbahn über Großbothen nach Glauchau und deren nördliche Fortsetzung nach Eilenburg, beides regelspurige Nebenbahnen. Die Muldentalbahn ist als Anschluss bis zur Wasserglasfabrik in Dehnitz weiterhin in Betrieb. An der folgenden Abzweigstelle Kornhain war die Strecke nach Eilenburg ein zweites Mal, hier aus Richtung Dresden, angebunden. Die vorwiegend aus militärischen Gründen gebaute Verbindungskurve wurde gelegentlich für Umleitungen genutzt.

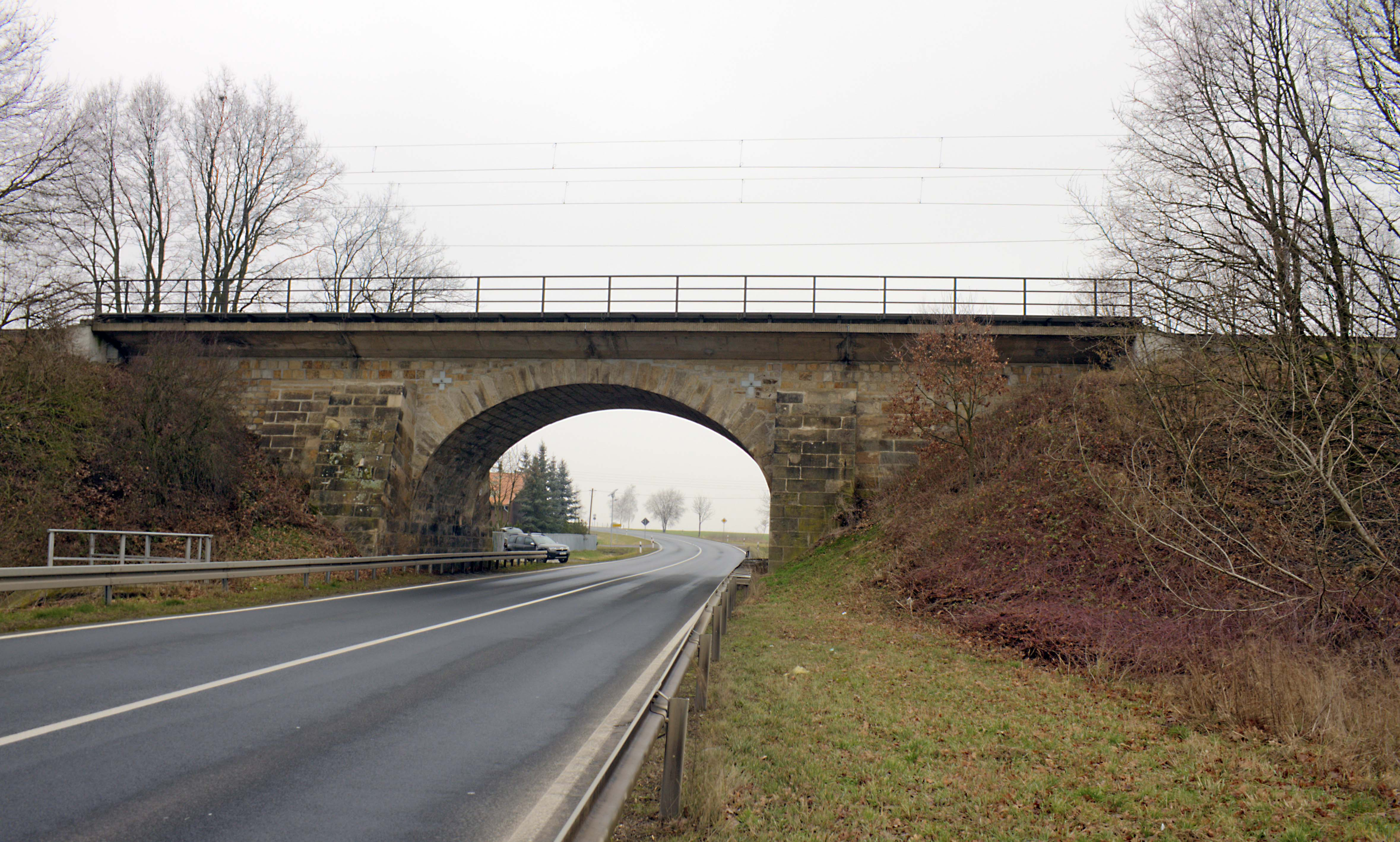
Älteste in Betrieb befindliche deutsche Eisenbahnbrücke von 1838

Über die derzeit älteste in Betrieb befindliche deutsche Eisenbahnbrücke von 1838 wird bei km 29,25 die Bundesstraße 6 überquert. Die Strecke verläuft nun wieder nach Südosten, südlich erhebt sich der 312 m ü. NN hohe Collmberg, und erreicht den überwiegend in einem Linksbogen gelegenen Bahnhof von Oschatz, der sich nördlich der Stadt befindet. In Oschatz beginnt die 750-mm-Schmalspurbahn nach Mügeln, noch im Bahnhofsbereich trennte sich bis zur Stilllegung die ebenfalls 750-mm-spurige Strecke nach Strehla von ihr. 500 Meter hinter dem Bahnhof führte die Strecke bis 1995 über drei Viaduktbögen und über einen weiteren, durch den der Bach Döllnitz fließt. Beide Brückenbauwerke waren bis 1847 Bestandteil des 406 Meter langen und aus 25 Bögen bestehenden Zschöllauer Viaduktes. Dieser wurde durch Dammschüttung beseitigt. Im Zug der Ausbauarbeiten wurden 1995 im Bereich der Döllnitzquerung Bögen aufgeweitet, dadurch werden die Reste des Döllnitzviaduktes seitdem nicht mehr befahren. Kurz danach wurde an der Ausweichanschlussstelle Mannschatz ein Regelspurgleis ausgefädelt, das über das alte Schmalspurplanum nach Strehla geführt wurde, um im Kriegsfall den Riesaer Elbbrückenzug zu umgehen.

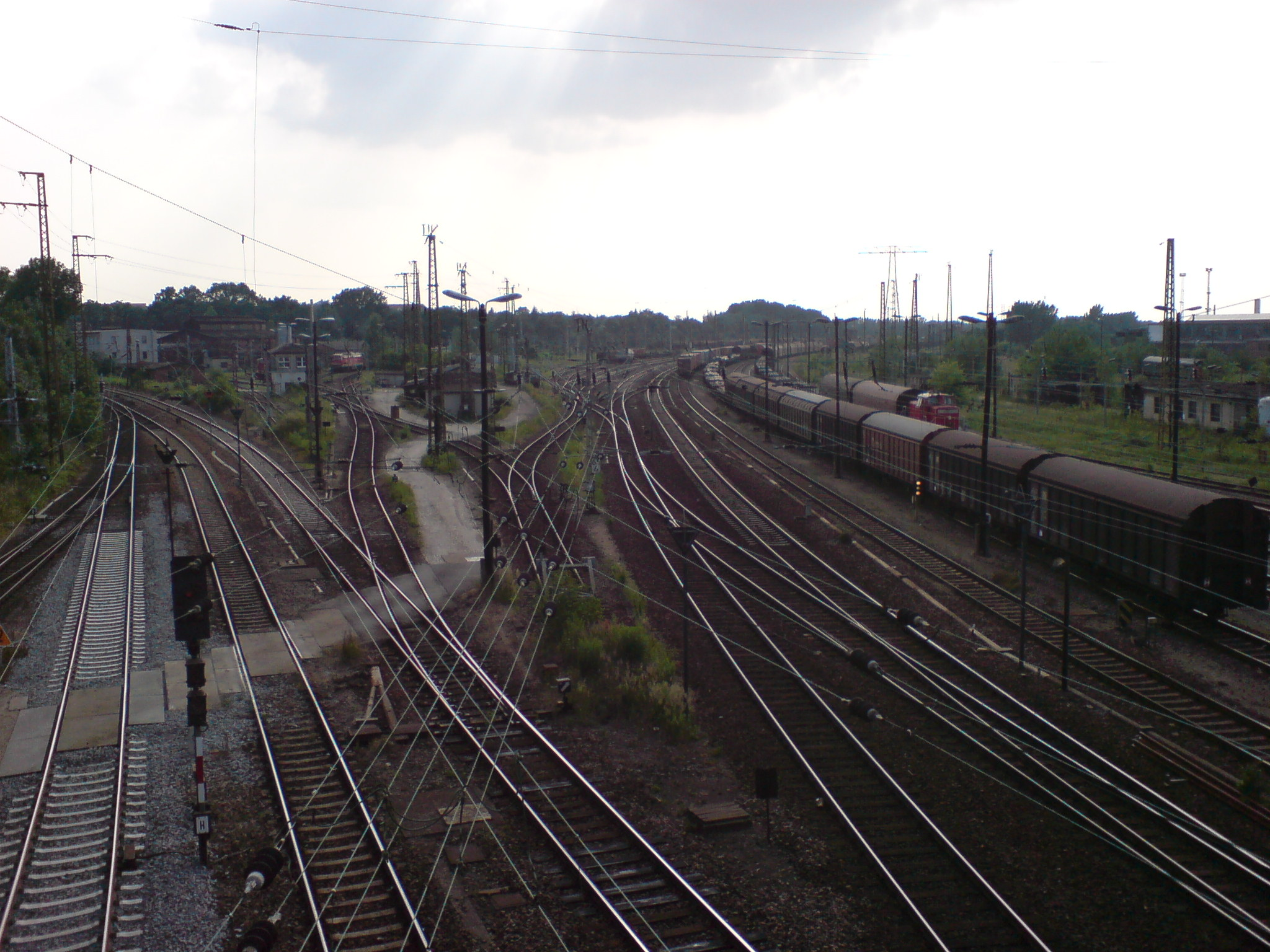
Abzweig in Riesa: Links nach Chemnitz, Rechts nach Leipzig

Die Strecke führt ostwärts weiter nach Riesa, wo die Strecken aus Chemnitz und Nossen einmünden. Hinter dem Bahnhof überquert sie auf einer 1964 bis 1966 erbauten Stabbogenbrücke die Elbe. Bei Röderau und Zeithain, wo sich zwei Abzweigstellen der Strecken nach Falkenberg (Elster) sowie nach Elsterwerda befinden, wendet sie sich nun strikt nach Südosten und quert in Glaubitz den Elbe-Elster-Floßkanal und in Priestewitz die Bundesstraße 101. Dort zweigt auch die Strecke Priestewitz–Großenhain–Ruhland ab. Zwischen Nünchritz und Priestewitz liegt seit 2010 die Abzweigstelle Leckwitz, wo die Bahnstrecke Weißig–Böhla zur Strecke Berlin–Dresden abzweigt.
Ab Priestewitz führt sie parallel zur Berliner Bahn in etwa nach Süden, wobei bei Oberau auch der bekannte Einschnitt, der beim Abtragen des Oberauer Tunnels (515 Meter lang, 500 Freiberger Knappen und 2000 Hilfskräfte brauchten drei Jahre für den 9,6 Meter breiten Tunnel) entstand, durchfahren wird. Auf Höhe des ehemaligen Ostportals des Tunnels befindet sich oberhalb des Einschnitts ein Tunneldenkmal in Form einer der Ziersäulen des Tunnelportals. In Niederau (km 95,7) befindet sich mit dem Bahnhof Niederau das zweitälteste Bahnhofsgebäude Deutschlands, was lange Zeit das älteste in Betrieb befindliche Bahnhofsgebäude Deutschlands war. Kurz darauf erreicht man den erst am 15. Dezember 2002 in Betrieb genommenen Haltepunkt Weinböhla. Bei km 98,6 sieht man noch die Reste der 1993 stillgelegten Verbindungskurve nach Neusörnewitz zur Strecke über Döbeln, die in Coswig einmündet. Danach kreuzt die Strecke DE/6248 Dresden–Elsterwerda als Teil der Verbindung Berlin–Dresden. Diese Strecke wird links der Elbe, die sie überquert, nach Dresden-Friedrichstadt weitergeführt. Nach dem Kreuzungsbauwerk mündet die Verbindungsstrecke DEK/6251 von der Strecke Dresden–Elsterwerda an der Abzweigstelle Radebeul Nord. Die Strecke Leipzig–Dresden ist als Folge des Baues der S-Bahn-Strecke PC/6239 Pirna–Coswig zwischen dem Bahnhof Coswig (b Dresden) und der Abzw Radebeul Nord nur noch eingleisig. Diese S-Bahn-Strecke verläuft bis zum Bahnhof Dresden Hbf parallel zur Strecke Leipzig–Dresden auf dem gemeinsamen Planum auf der Nord- bzw. Ostseite. Beide Strecken verlaufen weiter rechts der Elbe weiter über Radebeul nach Dresden-Neustadt, wo sie auf die Strecke GD/6212 Görlitz–Dresden treffen. Beide setzen sich in der innerstädtische Dresdner Verbindungsstrecke fort, die bereits ein Teil der Strecke BD/6240 Děčín–Dresden-Neustadt ist. Nachdem die Elbe mit Hilfe der Marienbrücke ein weiteres Mal überquert wird, passiert die Strecke den Bahnhof Dresden Mitte und erreicht den Bahnhof Dresden Hbf.

## Zwischenfälle
- Am 2. Oktober 1877 verunglückte in Langenberg bei Glaubitz der Personenzug 302 aus Richtung Dresden kommend. Aufgrund einer falsch gestellten Weiche geriet dieser auf ein Abstellgleis, durchbrach den Prellbock und stürzte anschließend in den Elsterwerda-Grödel-Floßkanal. Trotz der erheblichen materiellen Schäden forderte der Unfall letztlich nur einige leichte Personenschäden, da die meisten Fahrgäste, unter ihnen der sächsische Minister Abeken, vorher abspringen konnten.[80]
- Am 25. Februar 1956 fuhr der Dg 7137 bei einer Rangierfahrt im Bahnhof Bornitz dem durchfahrenden D 94 aus Dresden nach Leipzig in die Flanke. Der Unfall forderte 43 Tote und 55 Verletzte. Siehe auch: Eisenbahnunfall von Bornitz
- Am 26. Oktober 1958 entgleisten im Bahnhof Dahlen die Lokomotive und fünf Reisezugwagen eines einfahrenden Personenzuges. Zehn Reisende wurden verletzt.[81]
- Am 29. Juni 2001 ereignete sich im Bahnhof Oschatz beinahe ein schwerer Unfall. Die Führerstandsanzeige der linienförmigen Zugbeeinflussung signalisierte dem Lokführer des ICE 1652 eine Geschwindigkeit von 180 km/h, obwohl die Weichenverbindung mit einem Zweiggleisradius von 1200 m abzweigend nur mit 100 km/h befahren werden darf. Der Triebfahrzeugführer erkannte die abzweigend gestellte Weiche und bremste noch auf 170 km/h herunter. Ein Softwarefehler in den Rechnern der LZB-Zentrale Wurzen wird als Ursache vermutet.[82] Der Zug entgleiste nicht, jedoch wurde das Laufwerk erheblich beschädigt. Außerdem ging im Speisewagen sämtliches Geschirr zu Bruch.